# 東京専門学校

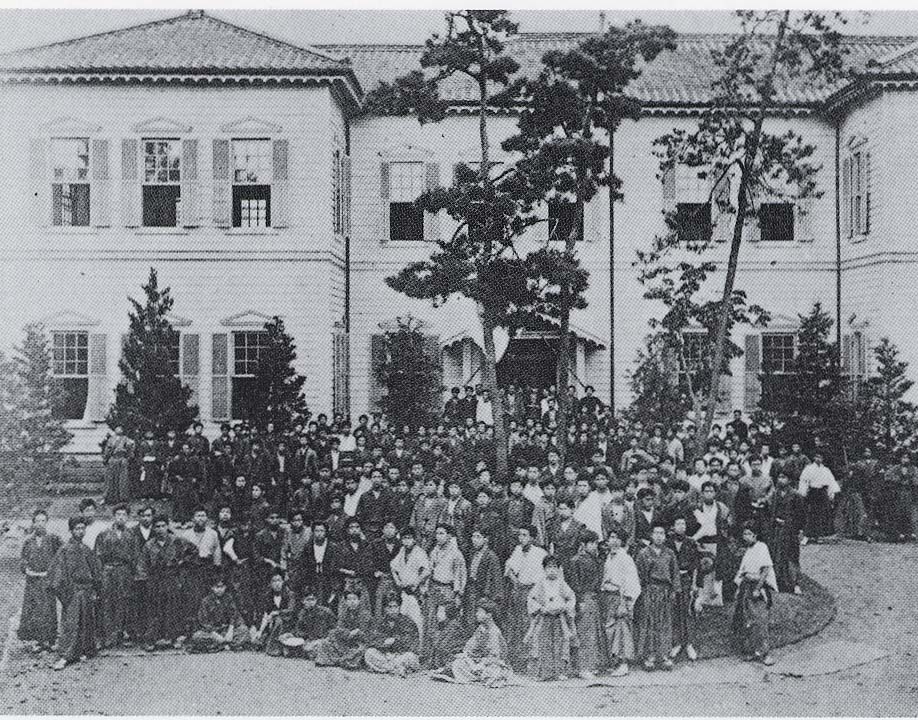
東京専門学校の校舎と学生たち（1884年5月）

東京専門学校（とうきょうせんもんがっこう、旧字体：東京專門學校󠄁）は、1882年（明治15年）、大隈重信により東京府に設立された、高等教育相当の旧制私立学校。
この項目では1902年に東京専門学校から改称し、1904年以降専門学校令に準拠した早稲田大学についても扱う。

## 概要

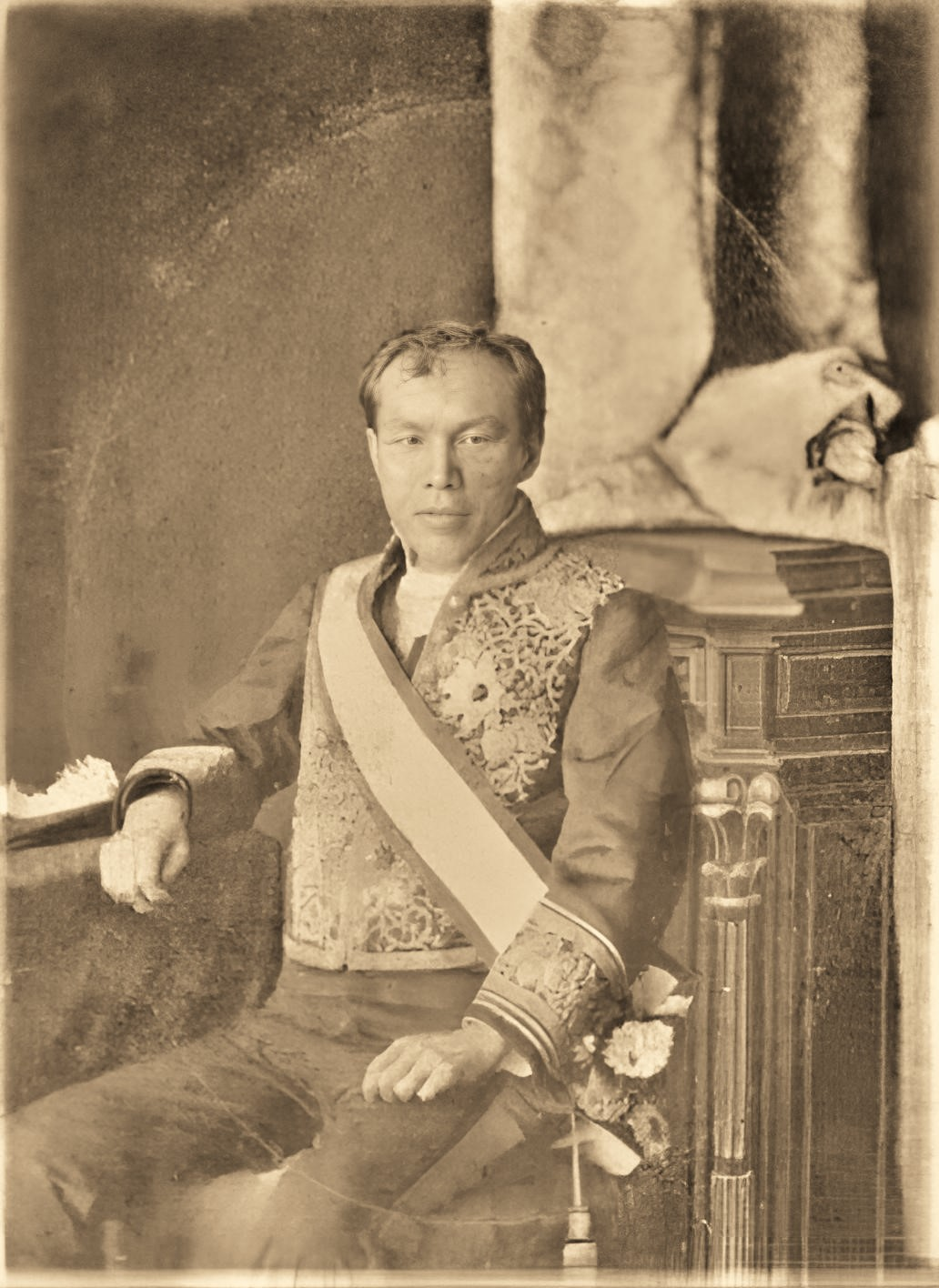
壮年期の大隈重信

現在の早稲田大学の源流は、大隈重信が教頭格で長崎に設立された致遠館や、佐賀藩の藩校であった弘道館・蘭学寮などの説があるが、直接の前身は大隈重信を中心に、小野梓ら旧東京大学出身者らが結成した「鷗渡会」のメンバー（高田早苗・市島謙吉・天野為之・砂川雄峻・岡山兼吉・山田一郎・山田喜之助）の支援を受けて設立された東京専門学校である。イギリス流政治学の教育に重点をおき、東京大学のようにドイツ流の法学を中心とする学問体系と異なり、政治学と経済学の融合を志向した政治経済学の構築を目指した。そのため、法学部が文系学部の中心学部であることが多い他の大学と異なり、政治経済学部が現在もなお早稲田大学の看板学部・中心学部となっている。また、当時のいわゆる「五大法律学校」の一つに数えられたが、他の私立法律学校と異なり理学科・英学科を併設するなど総合教育への志向が見られた。
なお、東京専門学校の設立に先行して大阪専門学校（1879年）・石川県専門学校（1881年）が設立されているが、東京専門学校を含め、これらの「専門学校」とは一般的な高等教育機関の意であり、その後制定された専門学校令（1903年）に準拠する旧制専門学校とは制度的に異なる。東京専門学校は、設立時においては教育令に基づく学校である。

## 沿革

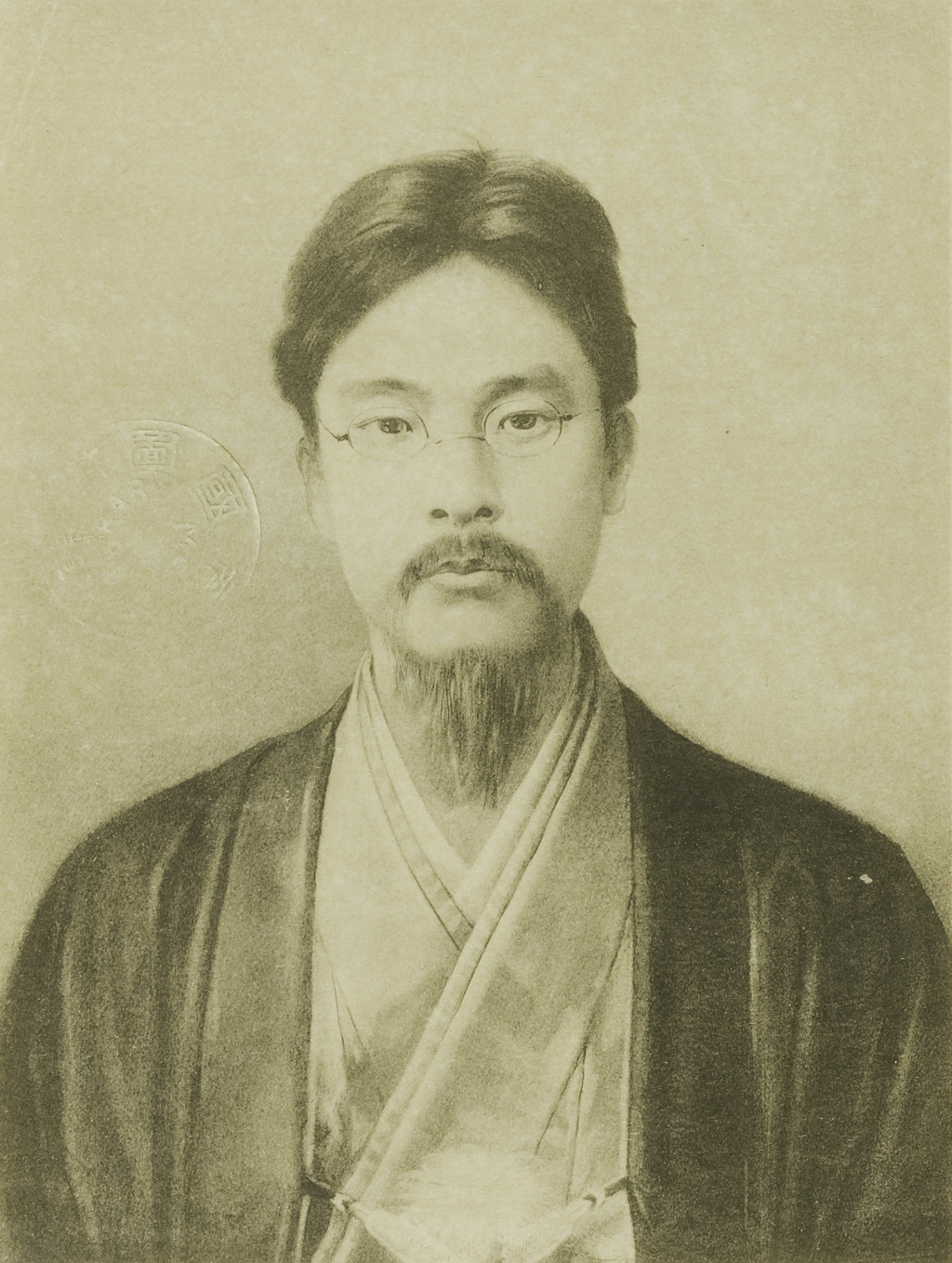
小野梓

### 設立の背景
明治十四年の政変により下野した大隈重信は、河野敏鎌、小野梓らとともに立憲改進党（総裁：大隈重信、副総裁：河野敏鎌）を結党した（党では、大隈は矢野文雄（大隈重信のブレーン、名改め、号龍渓）ら慶應義塾出身者らも呼び付け登用した）。大隈重信が呼び付けた旧東京大学出身者で将来有望な幹部候補の卵達で結成された「鷗渡会」の支援を受け、やがて樹立されるであろう立憲政治の指導的人材の養成を主たる目的として学校の設立を構想した。なお、それ以前に、アメリカ留学で理学を学んだ娘婿の大隈英麿が理学の学校の創立を大隈に勧めていたが、理学科は学生が集まらず早々に廃止された。
大隈英麿が大隈重信に持ちかけた学校開設の構想は、翌1882年（明治15年）に具体化し、9月には「政治を改良し、その法律を前進」することを標榜した「東京専門学校」の開設が公表された。

### 開校

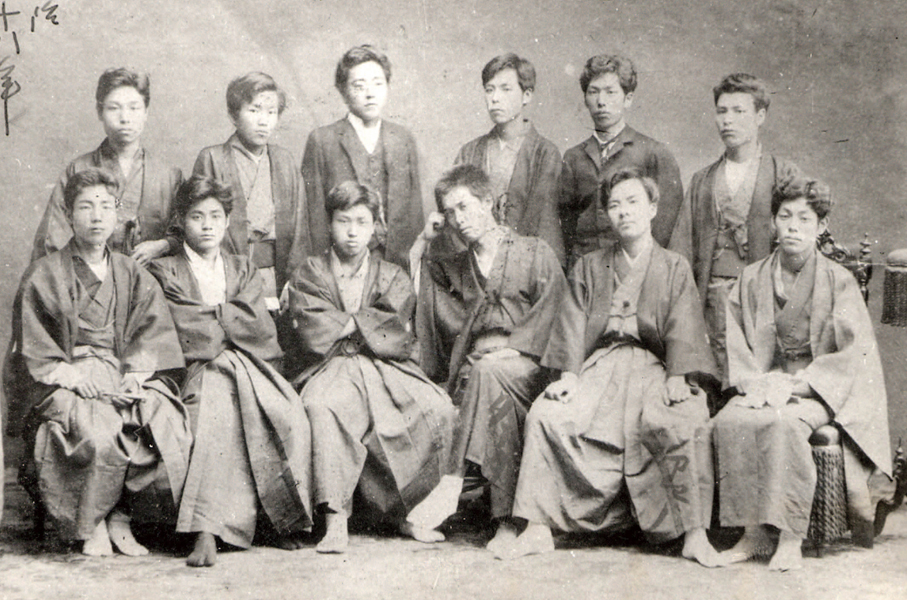
初期東京専門学校の学生と教員（前列右から坪内逍遥、天野為之、高田早苗）

東京専門学校の入学試験は1882年10月11日から行われ、大隈重信も試験を視察するほどの熱の入れ様であったという。
10月21日午後1時、開校式は新築の講堂で挙行された。開校時校舎として使われていた洋館造りのグリーンハウスは、まだ明治大学記念館（1911年竣工）や慶應義塾旧図書館（1912年竣工）が建造される以前から存在し、バンカラな校風とは対照的にモダンな雰囲気があり、東京専門学校の象徴的な建物であった。大隈は学校と立憲改進党との関係について疑念を持たれることを恐れたためか開校式に姿を見せなかったが、来賓としてモース、外山正一、菊池大麓、福澤諭吉、河野敏鎌、前島密などの著名人が参列した。
式の冒頭で校長大隈英麿が「開校の詞」を朗読。天野為之の演説、成島柳北の祝辞に続いて小野梓が演壇に立ち、「学問の独立」を高らかに宣言した。
開校時は78名だった学生数は年末までに152名となり、講師には鷗渡会メンバーに加えて田中舘愛橘と石川千代松が迎えられ、翌年には坪内雄蔵（逍遥）も加わった。

### 学校存続の危機
設立当初は政治経済学・法律学・英学・理学の4学科が設置（その後理学科は廃止）され、のちに坪内逍遥を中心に、日本最初の純粋な文学研究学科として文学科も設置された。
しかし官学中心主義をとる政府は、東京専門学校が「学問の独立」を謳っていたにもかかわらず、大隈が設立に関与していたことから、これを改進党系の学校とみなし、私立校への判事・検事および大学教授（すなわち東大教授）の出講禁止措置など、さまざまな妨害や圧迫を加えた。また、自由民権運動と政治運動を気風とし、文部省の文部大書記官辻新次・少書記官穂積陳重の巡視を受け、看過できない落書きが構内にあった、と参議に報告されている。しばらくの間東京専門学校は講師の確保にも窮する状態が続き、一時は同じく英法系で新設の英吉利法律学校（中央大学の前身）との合併話が持ち上がるほどであった。
しかし、第1回得業式（卒業式）には来賓として鍋島直彬、辻新次、外山正一、福澤諭吉、中村正直、穂積陳重、北畠治房、中島永元、杉浦重剛、野村文夫、尾崎行雄ら各界の名士数十人が数えられて、開校式の大きさに匹敵する盛大さがあった。
また、第1回衆議院議員総選挙に当選した学苑関係議員には、高田早苗、天野為之などの他、犬養毅や関直彦、藤田茂吉などもいた。

### 早稲田大学への移行

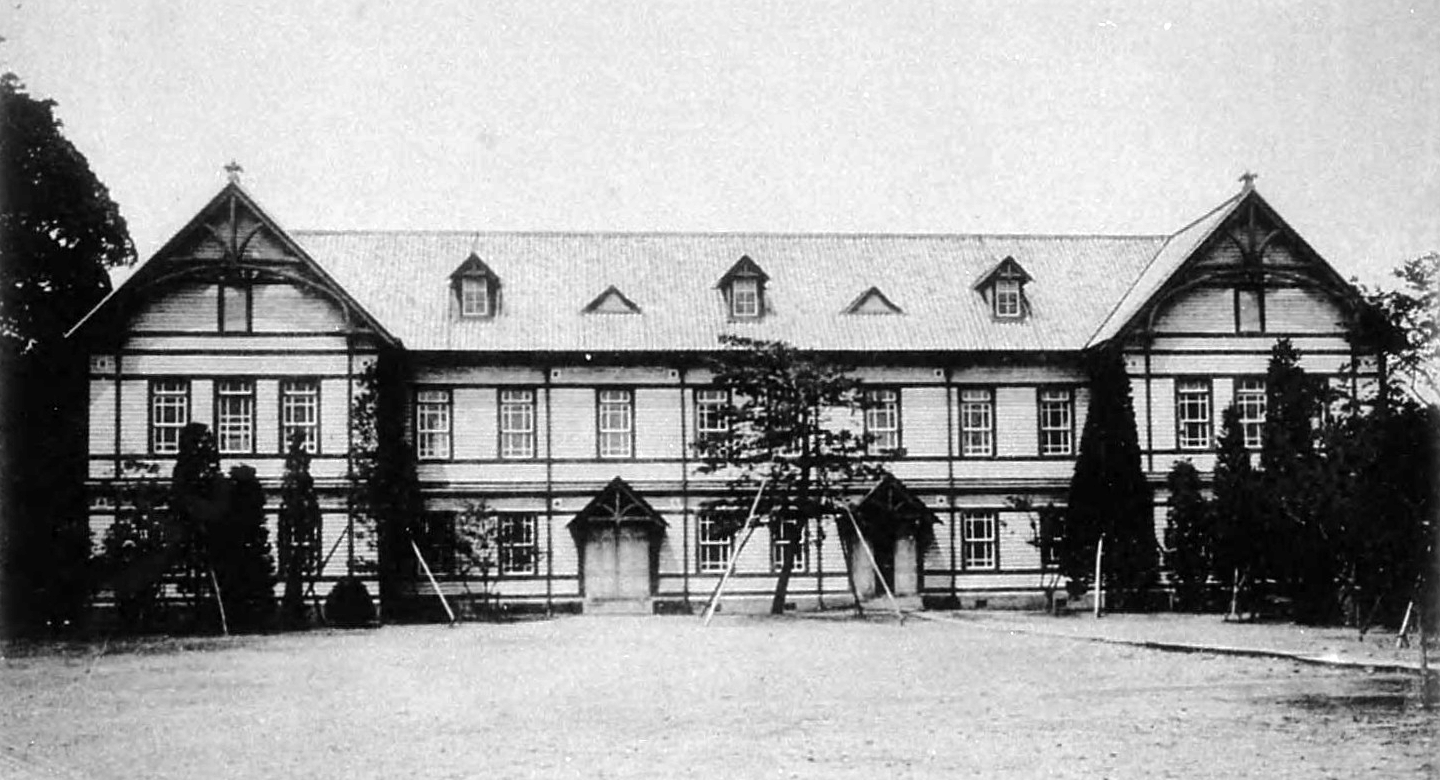
1903年頃の高等予科校舎

東京専門学校は、明治時代に創立した私立の法律学校のうち、東京府（現在の東京都）下に所在し、とくに教育水準が高く特別許認可を受けた五大法律学校の1つであった。1886年（明治19年）に「私立法律学校特別監督条規」により、帝国大学総長の監督下となった帝国大学特別監督学校の5校のうちの1校である。
明治30年代以降、学校の運営はようやく安定を迎えてその体裁を次第に整え、大学昇格を展望して組織を改編し、1902年（明治35年）9月に「早稲田大学」への改称が認可された。

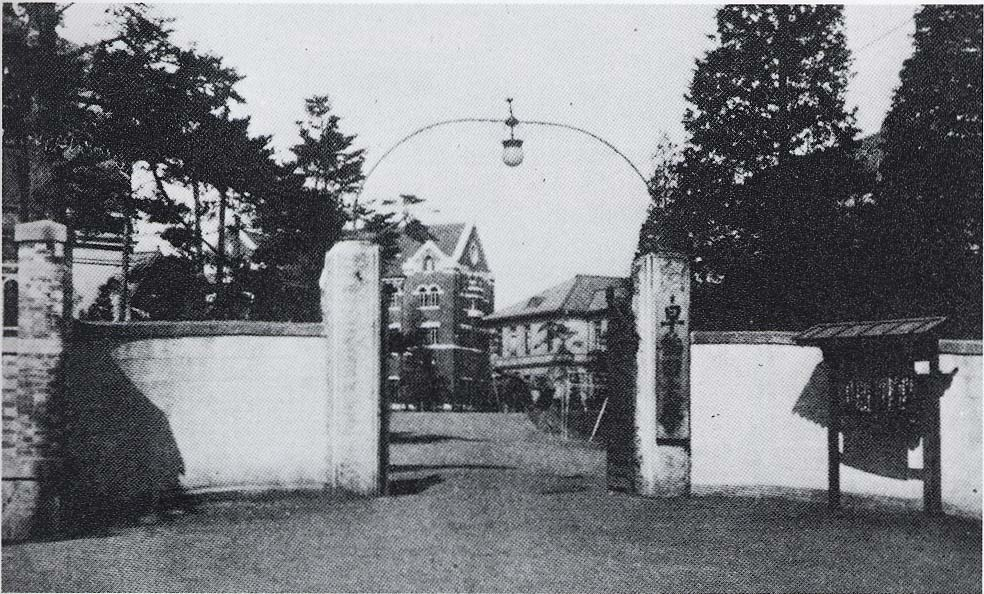
大正初期の早稲田大学

ただしこの時点では、早稲田大学は制度上の大学（旧制大学）ではなかった。大学令が1918年に施行されるまでは、制度上の大学は官立の帝国大学しかなかったためである。その後、1904年（明治37年）4月に専門学校令に準拠する高等教育機関（すなわち旧制専門学校）となり、同年秋には従来からの政治経済学科、法学科、文学科に加えて商科を新設した。
1907年（明治40年）に校長・学監制を廃して総長・学長制を採用し（総長大隈重信・学長高田早苗）、翌年5月には財団法人への設立認可を受けて組織面での整備も進んだ。医科設置構想は実現しなかったが1909年（明治42年）に理工科が発足し、明治末年までには大学部（5学科）、専門部、高等予科、研究科、高等師範部、工手学校を擁する一大学園へと発展した。
また、1907年の創立25周年を機に校歌が、1913年（大正2年）の創立30周年を機に教旨が制定されるなど、現在の早稲田大学に連なるスクール・アイデンティティが確立したのもこの頃である。

### 国際交流の進展

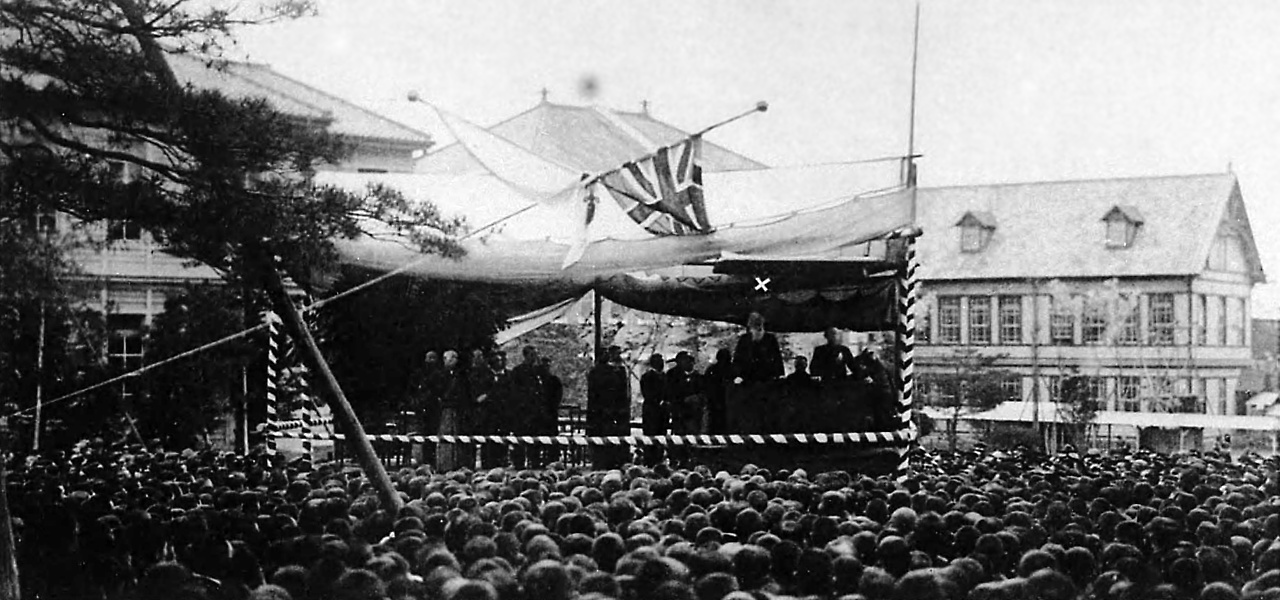
救世軍ブース大将の来校
（1907年4月24日）

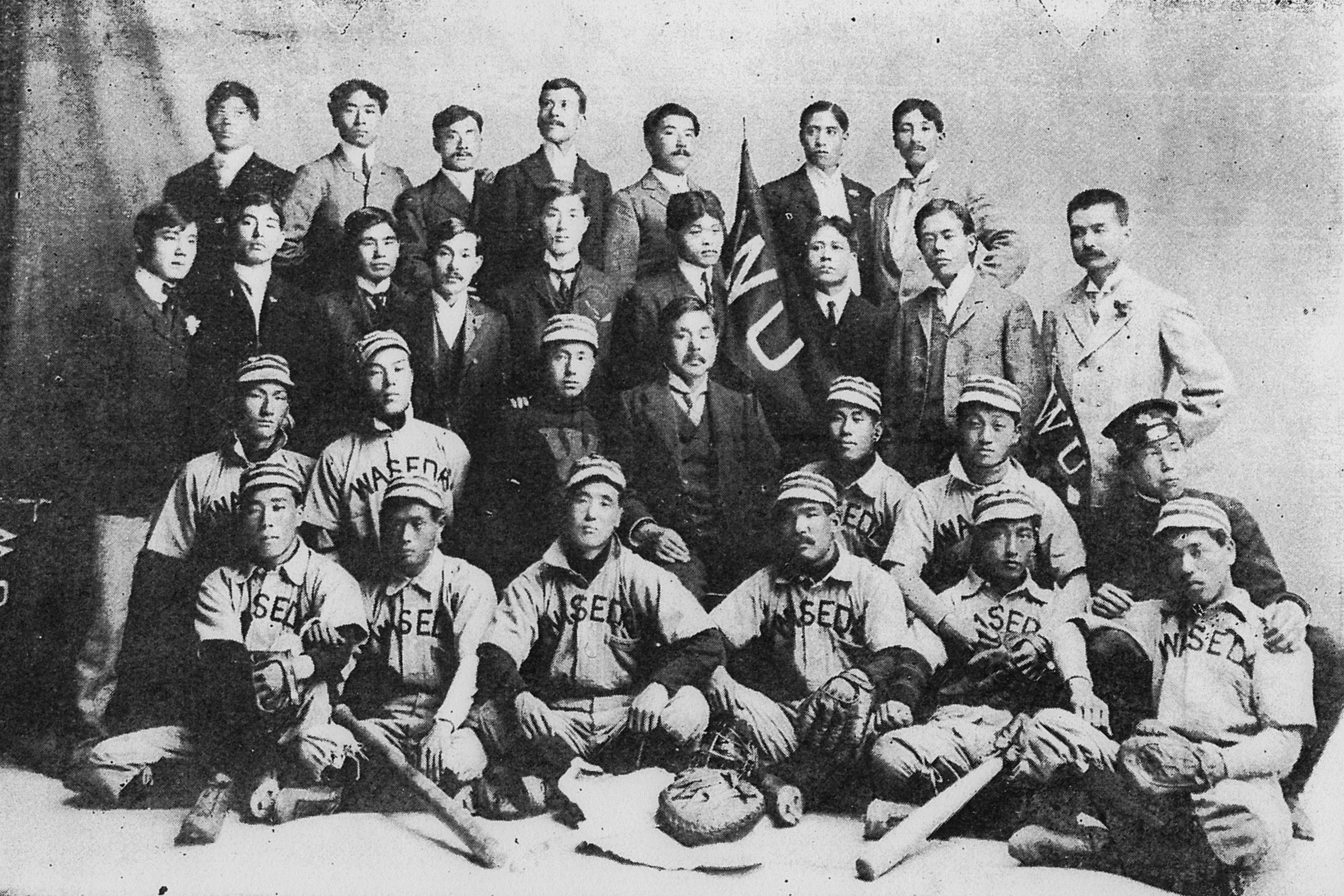
第1回米国遠征時の早大野球部
（1905年）

かつて大隈重信が「世界の道は早稲田に通ず」と豪語したように、大隈邸や早稲田大学には世界各国の要人の来訪が相次いだ。有名どころとしては辛亥革命の指導者孫文、インドの詩人タゴール、ハーバード大学総長のC・Ｗ・エリオット、救世軍の創立者ウィリアム・ブースの名を挙げることができる。
1905年（明治38年）には清国人学生の留学熱にこたえるべく清国留学生部を設置した。これは前年に設置された法政大学の速成科とは異なり長期の高等専門教育を主眼に置いたものであり、1910年（明治43年）までの設置期間中を通じて1,000人以上の卒業生を送り出した。
一方、東京専門学校および専門学校令下の早稲田大学からの留学生派遣は1900年（明治33年）の坂本三郎と金子馬治の渡独が最初であり、以後塩澤昌貞、島村滝太郎（抱月）、朝河貫一、田中穂積、斎藤隆夫、大山郁夫、宮島綱男らが海を渡った。
1905年（明治38年）に野球部が安部磯雄部長引率のもと日本の野球チームとして初のアメリカ遠征を行い、スクイズやスライディングなどの新戦術、スパイクシューズなどの用具に関する知識を学び、帰国後はこの収穫を独り占めすることなく著書や他校への指導などで普及に努めた。やがて早大戸塚球場は国内試合のみならず国際試合の舞台ともなり、1908年（明治41年）11月22日には大リーグ選手6人を含めた選抜チーム（リーチ・オール・アメリカン）と早大野球部との対戦が実現した。

### 早稲田騒動

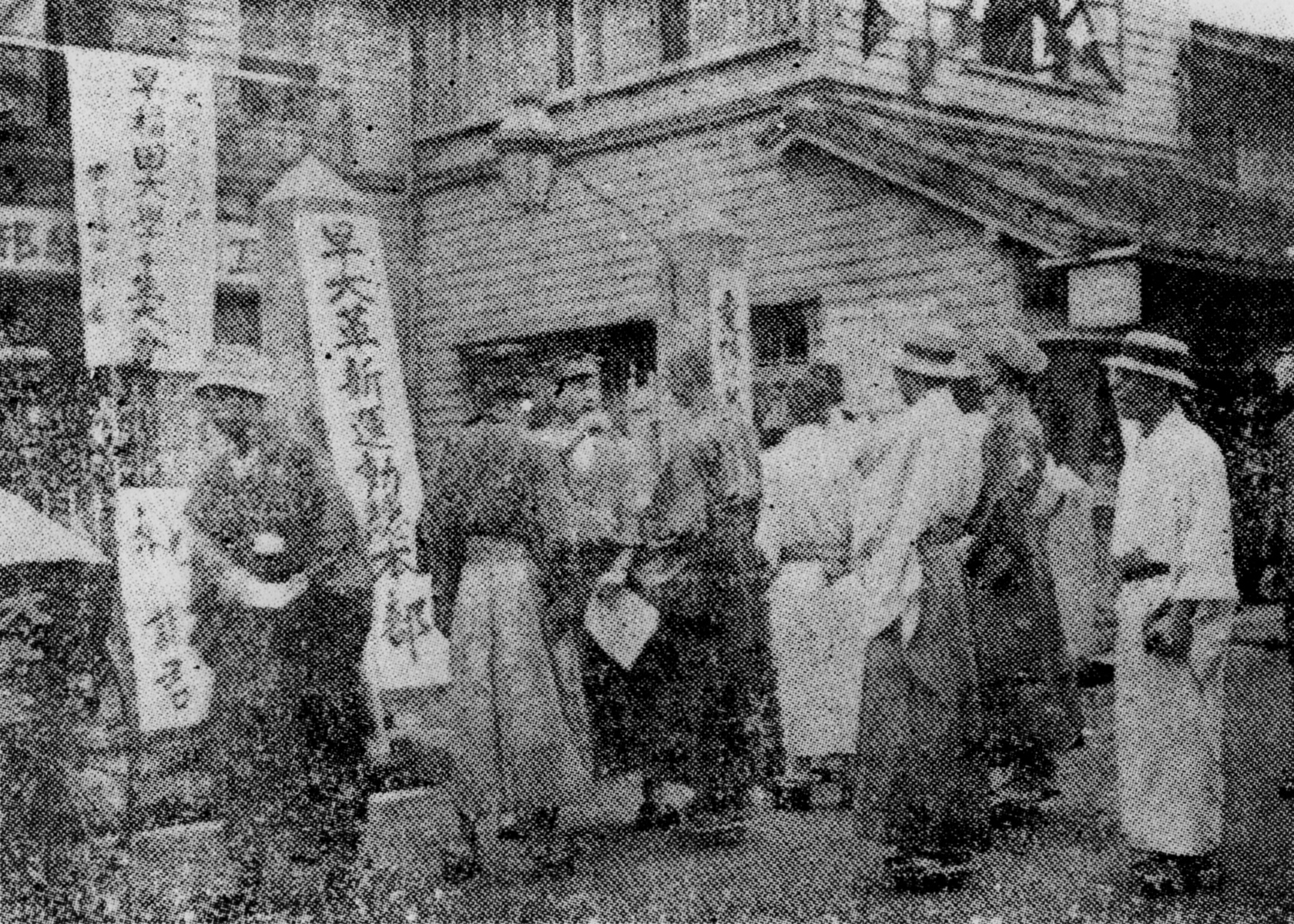
早大革新運動総本部

1915年（大正4年）8月、大隈重信首相は内閣改造に際して早大学長高田早苗を文部大臣に起用し、後任の学長に天野為之が就任した。第2次大隈内閣は1916年（大正5年）10月に総辞職し、高田も文相を辞職して浪人の身となったが、恩賜館組と呼ばれる少壮教授グループなどに高田を再び学長に担ごうとする動きがあり、維持員会でも高田の学長復帰を合意したが、天野派は学生や校友、学外のジャーナリストらを味方につけて激しく抵抗した。1917年（大正6年）7月24日、大隈重信は事態収拾のため天野に辞職を要求したが、天野はこれを拒否した。
騒動は9月に入ってさらにエスカレートし、11日深夜、石橋湛山率いる革新団による校門占領事件が発生。翌日開催された維持員会で5人の維持員が辞表を提出し、革新団は警視庁監察官正力松太郎らの説得により封鎖を解いて大学から退去した。9月26日、新たな維持員を迎えた維持員会で当分学長を置かず、平沼淑郎が代表者理事に就任することを決定し、天野為之は11月2日をもって早稲田大学を去った。
この騒動で早稲田大学は波多野精一や永井柳太郎、大山郁夫などの中堅学究を多く失い（大山はのちに復職）、一時的に深刻な人材不足に陥った。

### 旧制大学への昇格
1918年（大正7年）12月に大学令が公布され私立大学設立の道が開かれると、早稲田大学でも大学昇格に向けての準備が本格化した。1919年（大正8年）6月に大学令実施準備委員会が発足し、同年9月10日に文部省に申請手続きを行った。1920年（大正9年）2月5日、大学令による大学となり、政治経済学部、法学部、文学部、商学部、理工学部、大学院および早稲田高等学院（大学予科）を設置した。
なお、専門学校令による大学部は1925年（大正14年）3月に在籍者が全員卒業するまで存続した。

## 略年表
- 1881年（明治14年）10月 - 明治十四年の政変により大隈重信と大隈系官僚が下野。
- 1882年（明治15年）
  - 4月 - 大隈重信、小野梓ら鷗渡会員に学校設立の話を持ちかける[28]。
  - 8月 - 学校名を「東京専門学校」と決定。
  - 9月22日 - 『郵便報知新聞』に開設広告掲載。
  - 10月21日 - 開校。78名が入学。政治経済学科・法律学科・理学科の3学科および英学科を設置。理学科を除く2学科は修業年限3年、理学科は4年。
- 1883年（明治16年）9月 - 予科を設置（修業年限1年）。政治経済学科を「政治学科」と改称。理学科を廃止して土木工学科設置。
- 1884年（明治17年）
  - 6月 - 学生団体「同攻会」の結成。
  - 7月26日 - 第1回卒業式。
- 1885年（明治18年）
  - 6月 - 評議員会、神田移転案を否決。
  - 9月 - 土木工学科の学生募集を停止。高等科（のちの研究科）を設置。
- 1886年（明治19年）
  - 5月 - 各学科の講義録を発行し校外生の募集を開始。
  - 9月 - 学部制を施行し政治学科・法律学科・英学科をそれぞれ政学部・法学部・英学部と改称。修業年限を4年に延長。
  - 11月 - 私立法律学校特別監督条規により、帝国大学総長の監督下となった帝国大学特別監督学校の5校のうちの1校となる。英学部を除く2学部の修業年限を3年に復旧。
- 1887年（明治20年）
  - 9月 - 「講義録」発行元として出版局を設置。現・早稲田大学出版部の前身。
  - 11月 - 政治科・第一法律科・第二法律科をそれぞれ邦語政治科・邦語第一法律科（司法科）・邦語第二法律科（行政科）に改称、英語政治科・英語第一法律科（司法科）・英語第二法律科（行政科）の3英語専門科を新設。また英学本科・兼修英学科を英語普通科・英語兼修科に改称し前者を英語専門諸科への進学課程とする。高等小学校卒業者を対象とする2年制の予科を新設。
- 1888年（明治21年）
  - 6月 - 文部省令「特別認可学校規則」公布にともない学部制・高等科の廃止。修業年限3年の政治科・法律科（司法科＝第一法律科）・行政科（第二法律科）・英学本科・兼修英学科を設置。
  - 8月 - 政治科を除く法律科、行政科の2学科が特別認可学校となって文部省の管轄下に入り徴兵・就職などで特典。

- 1890年（明治23年）

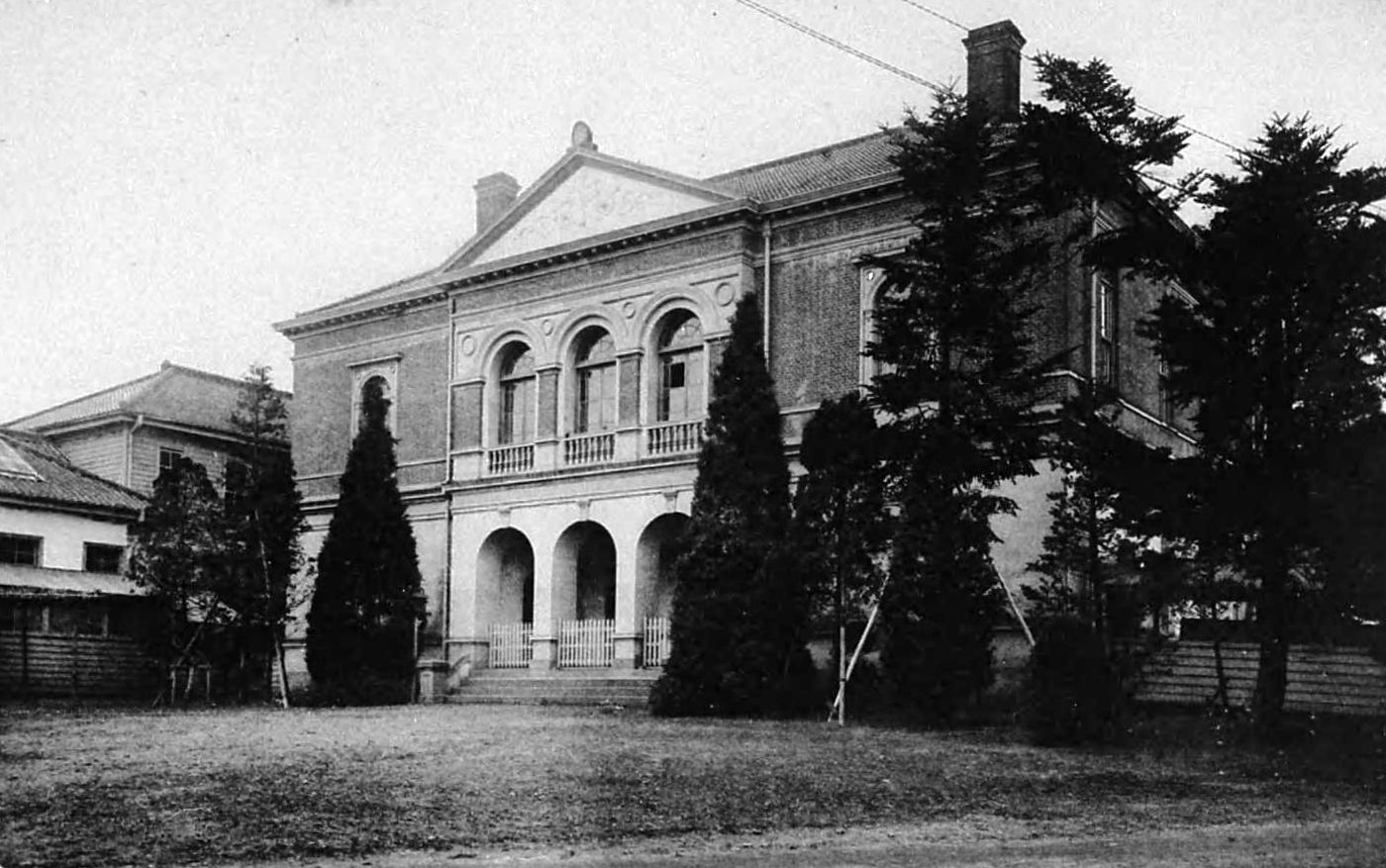
旧中央講堂

  - 7月 - 第1回衆議院議員総選挙で高田早苗・天野為之・磯部四郎・関直彦（講師）、堀越寛介（卒業生）当選。
  - 9月 - 文学科を新設（修業年限3年）。貴族院子爵議員に舟橋遂賢（卒業生）選出。
- 1891年（明治24年）
  - 4月 - 第1回擬国会を開催。
  - 9月 - 予科を廃止し政学部・法学部・文学部の3学部制を復活。
- 1892年（明治25年）10月21日 - 創立10周年祝典挙行。
- 1893年（明治26年）
  - 8月 - この年の夏期休暇以降、各地の校友会と連携し巡回学術講演会を開催。
  - 9月 - 卒業者を対象とする修業年限2年の研究科を新設。
  - 12月 - 司法省告示により司法省指定学校となり、判事検事登用試験の受験資格が法律科に与えられる。
- 1896年（明治29年）4月 - 早稲田尋常中学校設立。東京専門学校への「予備門」的性格をもつ。
- 1897年（明治30年）7月20日 - 創立第15周年記念祝典を挙行。大隈重信が初めて学校公式行事に出席[注釈 10]。

- 1898年（明治31年）

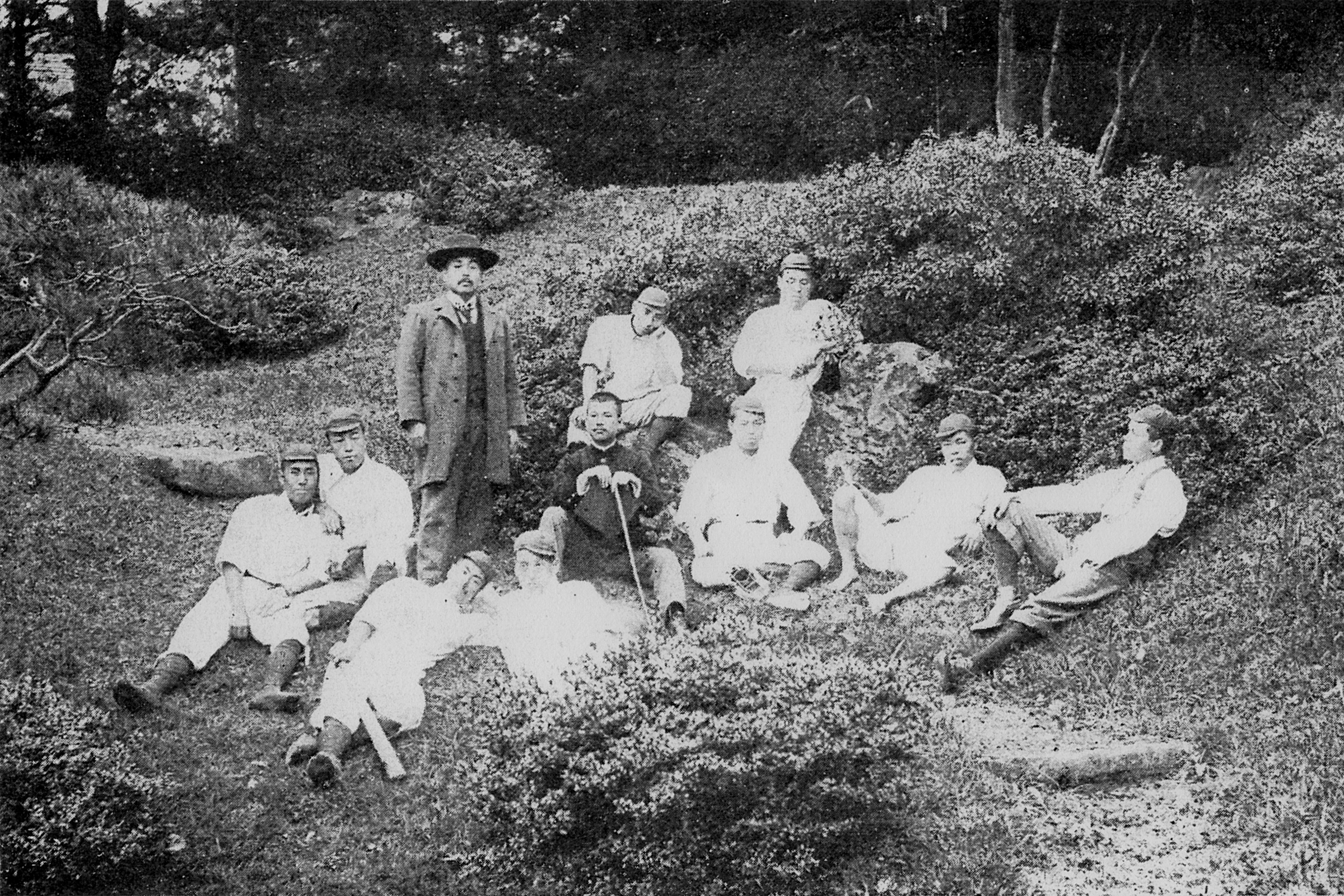
野球部（1901年）

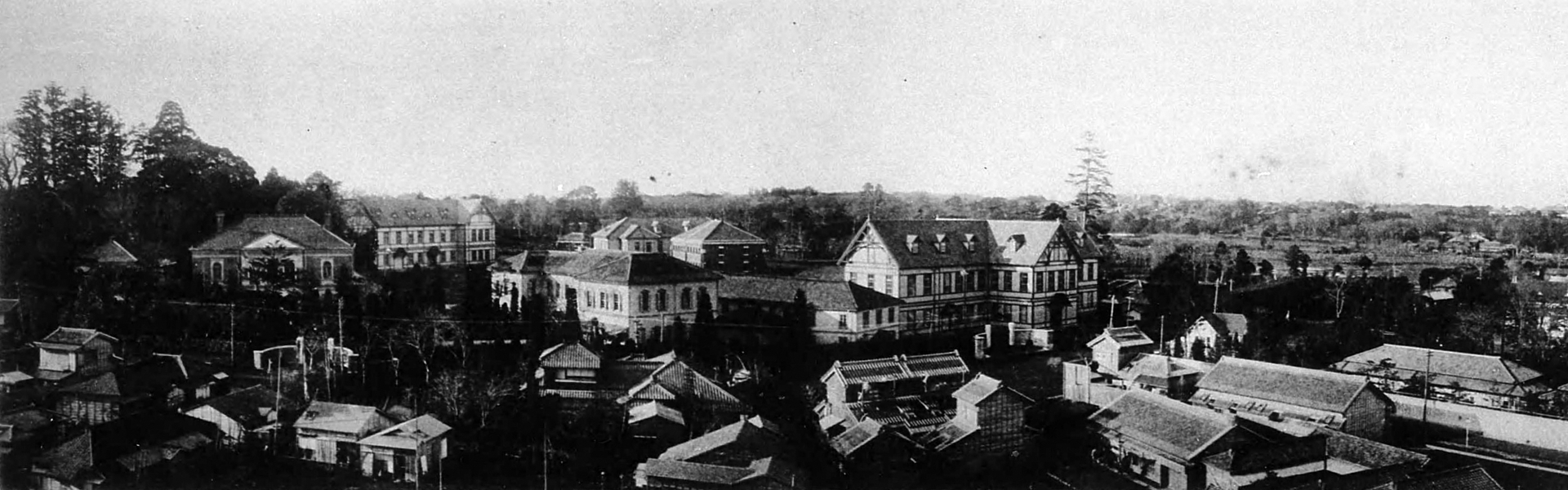
早稲田大学（1902年頃）

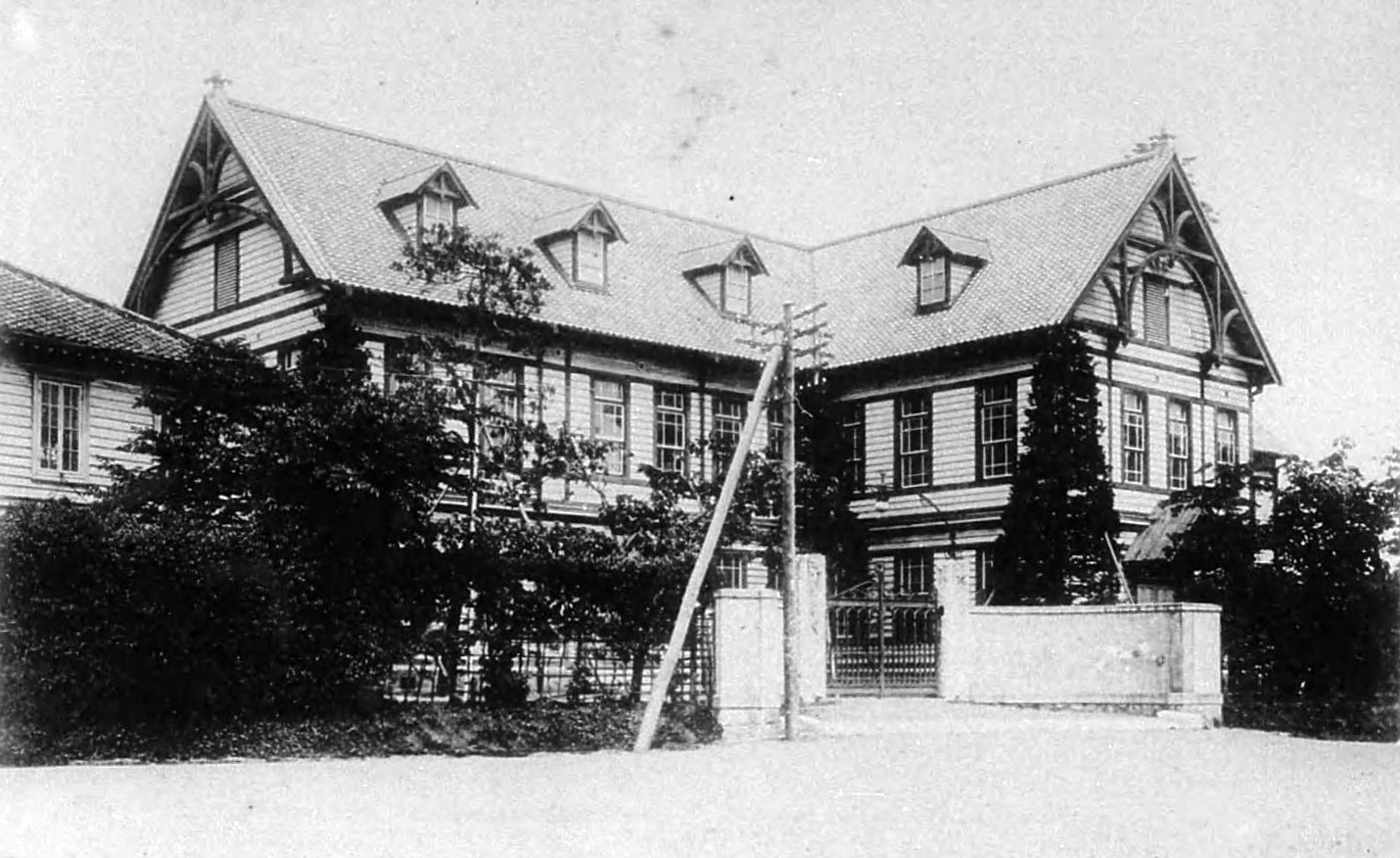
商科校舎（1904年頃）

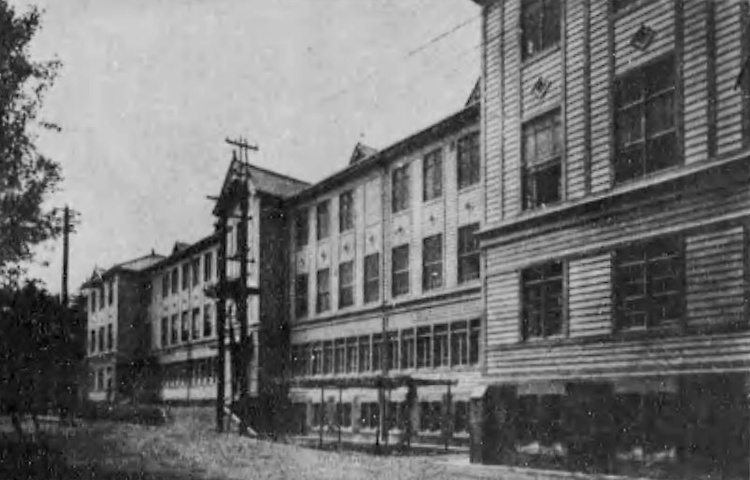
建築学科製図教室

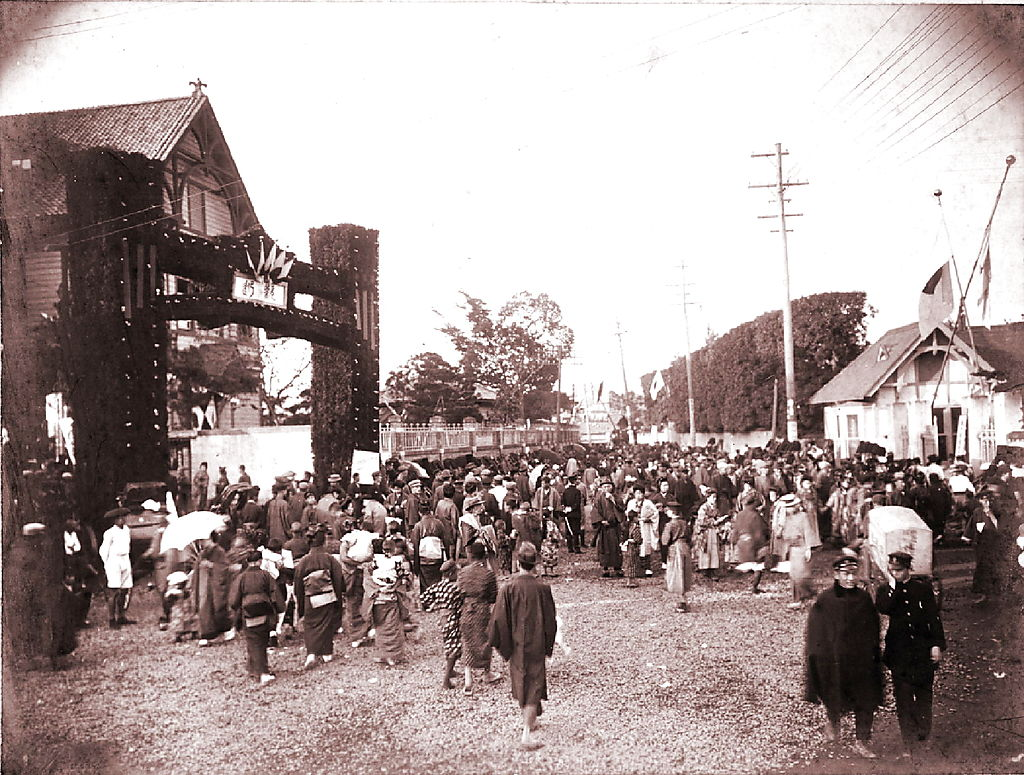
早大創立30周年祝典の見物客で賑わう予科門前（1913年）

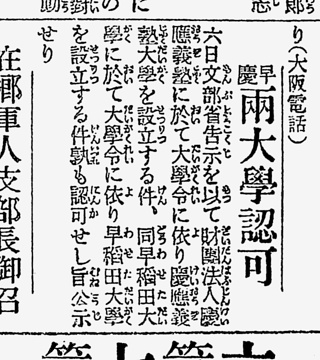
早慶両大学認可（『東京朝日新聞』 1920年2月7日付朝刊4面）

  - 6月 - 第1次大隈内閣成立（11月総辞職）。
  - 11月 - 東京府知事、東京専門学校の社団法人化を認可。
- 1899年（明治32年）
  - 3月 - 修業年限1年の高等予科設置。
  - 9月 - 文学部修業年限を3年半に延長。
- 1900年（明治33年）2月 - 大学部設置。学監を新設（高田早苗が就任）。
- 1901年（明治34年）4月 - 高等予科を大学部への予備門とし修業年限を1年半に延長。
- 1902年（明治35年） 
  - 9月2日 - 早稲田大学への改称が認可される[30]。
  - 10月19日 - 早稲田大学開校式。伊藤博文や加藤弘之らが祝辞を述べる[31]。
  - 12月13日 - 司法省告示により判事検事登用試験受験資格付与の指定学校の名称を早稲田大学に変更[32]。
- 1903年（明治36年）
  - 4月 - 高等予科を第一（政治経済学科）、第二（法学科）、第三（文学科）、第四（商科、新設）に分割。
  - 9月 - 高等師範部設置。
- 1904年（明治37年）
  - 4月 - 専門学校令準拠の教育機関となる。
  - 9月 - 大学部に商科を設置。
- 1907年（明治40年）
  - 4月 - 校長・学監制を廃し、総長・学長制を採用。大隈重信が総長、高田早苗が学長に就任。
  - 10月 - 校歌制定（作詞：相馬御風、作曲：東儀鉄笛）。大隈重信、大学敷地の所有地寄附を表明。大隈像（初代）建立。
- 1908年（明治41年）
  - 4月 - 第五高等予科（理工科）を設置。
  - 5月 - 学校組織を財団法人とする。
- 1909年（明治42年）9月 - 大学部理工科機械学科・電気学科を設置。
- 1910年（明治43年）9月 - 大学部理工科採鉱学科・建築学科を設置。
- 1911年（明治44年）5月 - 恩賜記念館竣工。
- 1913年（大正2年）
  - 2月 - 孫文、学苑に来校。
  - 10月 - 創立30周年祝典を挙行。
- 1914年（大正3年）4月 - 第2次大隈内閣成立。
- 1915年（大正4年）8月 - 高田早苗が第2次大隈改造内閣に入閣し、天野為之が後任の学長となる。
- 1916年（大正5年）
  - 5月 - 第一から第五の高等予科をそれぞれ高等予科第一部、第二部、第三部、第四部、第五部と改称する。
  - プロテスタンツ（恩賜館組）[注釈 11]による母校改革運動起こる。
- 1917年（大正6年）
  - 4月 - 高等予科の修業年限を2年に延長。
  - 6月 - 早稲田騒動起こる[34]。
- 1918年（大正7年）10月 - 前年秋から空席だった学長に平沼淑郎が就任。
- 1919年（大正8年）
  - 1月 - 大学基金募集開始（目標額150万円）。
  - 6月 - 大学令実施準備委員会を設置。
  - 9月 - 大学設置を文部大臣に申請する[35]。
- 1920年（大正9年）
  - 2月5日 - 大学令準拠の早稲田大学となる。
  - 3月 - 学則改正により政治経済学部、法学部、文学部、商学部、理工学部、大学院および早稲田高等学院（大学予科）を設置。
- 1922年（大正11年）
  - 1月 - 大隈重信総長死去。日比谷公園で行われた国民葬に教職員・学生参列。
  - 3月 - 高等予科廃止。
- 1925年（大正14年）3月 - 専門学校令による大学部廃止。

## 基礎データ

### 象徴

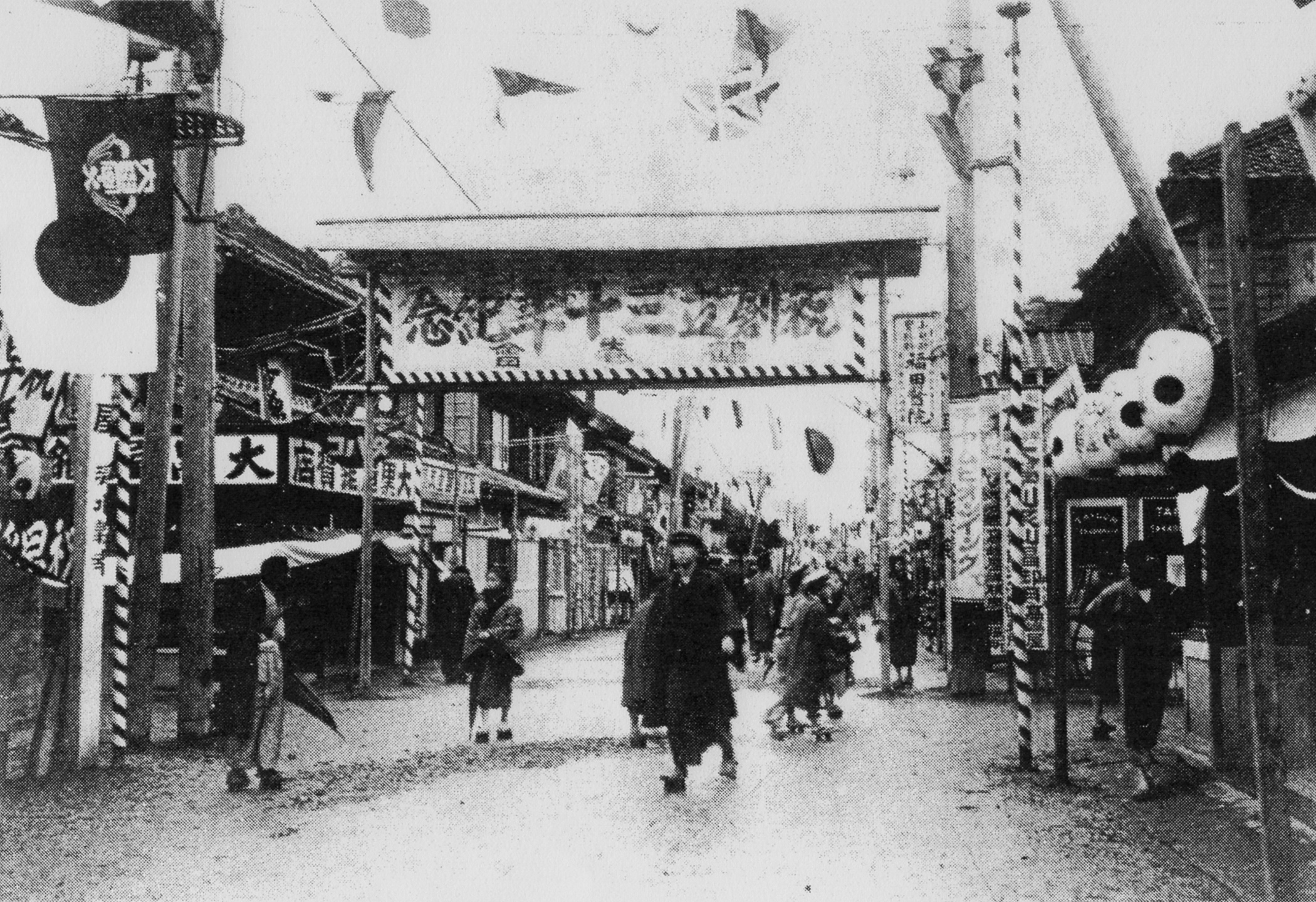
早稲田大学の校章（左上）

- 角帽

東京専門学校では1900年（明治33年）に制服・制帽が制定されたが、その頃の制帽は「おわんを伏せて、その上に四角の板を載せ、てっぺんからふさを下げた」デザインだった。洋服店主高島弥七郎が現在の形を考案したのは1904年（明治37年）頃と考えられる。
- 校章

石橋湛山の記憶によれば、初期の帽章は「稲の穂を、下から丸く巻いたしんちゅう製のもの」だったが、1906年（明治39年）に「弧形ノ稲葉上ニ大学ノ二字ヲ置ク」という今日の形状に改められた。
- スクールカラー

1905年（明治38年）に野球部が米国遠征を行った際に、シカゴ大学のスクールカラーにならって薄い小豆色の地に海老茶色の「WASEDA」の文字を加えたユニフォームを新調した。しかし、海老茶色がスクールカラーとして正式採用されたのはかなり後年になってからであり、1912年（明治45年）の時点でも「校色は習慣上赤」だったという。
- 校歌

『早稲田大学校歌』（相馬御風作詞、東儀鉄笛作曲）
1907年（明治40年）の創立25周年を機に制定された。三番から構成され、「都の西北」のフレーズで知られる。

## 歴代校長・学長

### 東京専門学校・早稲田大学校長
| 代 | 校長 | 校長     | 在任時期                   | 備考                                         |
| -- | ---- | -------- | -------------------------- | -------------------------------------------- |
| 1  |      | 大隈英麿 | 1882年10月21日 - 1887年8月 | 衆議院議員、大隈重信の娘婿                   |
| 2  |      | 前島密   | 1887年9月 - 1890年8月      | 貴族院議員、日本郵便の父                     |
| 3  |      | 鳩山和夫 | 1890年8月 - 1907年4月1日   | 衆議院議長、鳩山一郎の父、鳩山由紀夫の曾祖父 |

### 早稲田大学学長
| 代 | 学長 | 学長     | 在任時期                      | 備考                                               |
| -- | ---- | -------- | ----------------------------- | -------------------------------------------------- |
| 1  |      | 高田早苗 | 1907年4月4日 - 1915年8月9日   | 衆議院議員、貴族院議員、文部大臣                   |
| 2  |      | 天野為之 | 1915年8月14日 - 1917年8月31日 | 衆議院議員、東洋経済新報社主幹、早稲田実業学校校長 |
| 3  |      | 平沼淑郎 | 1918年10月8日 - 1921年10月    | 平沼騏一郎の兄、1917年9月から代表者理事            |
| 4  |      | 塩澤昌貞 | 1921年10月 - 1923年5月5日     | 経済学者、法学博士                                 |

## 主要な講師
以下、「明治二十三年十月 東京牛込早稲田 私立東京専門学校」、『早稲田大学百年史』による。

### 東京専門学校時代からの講師

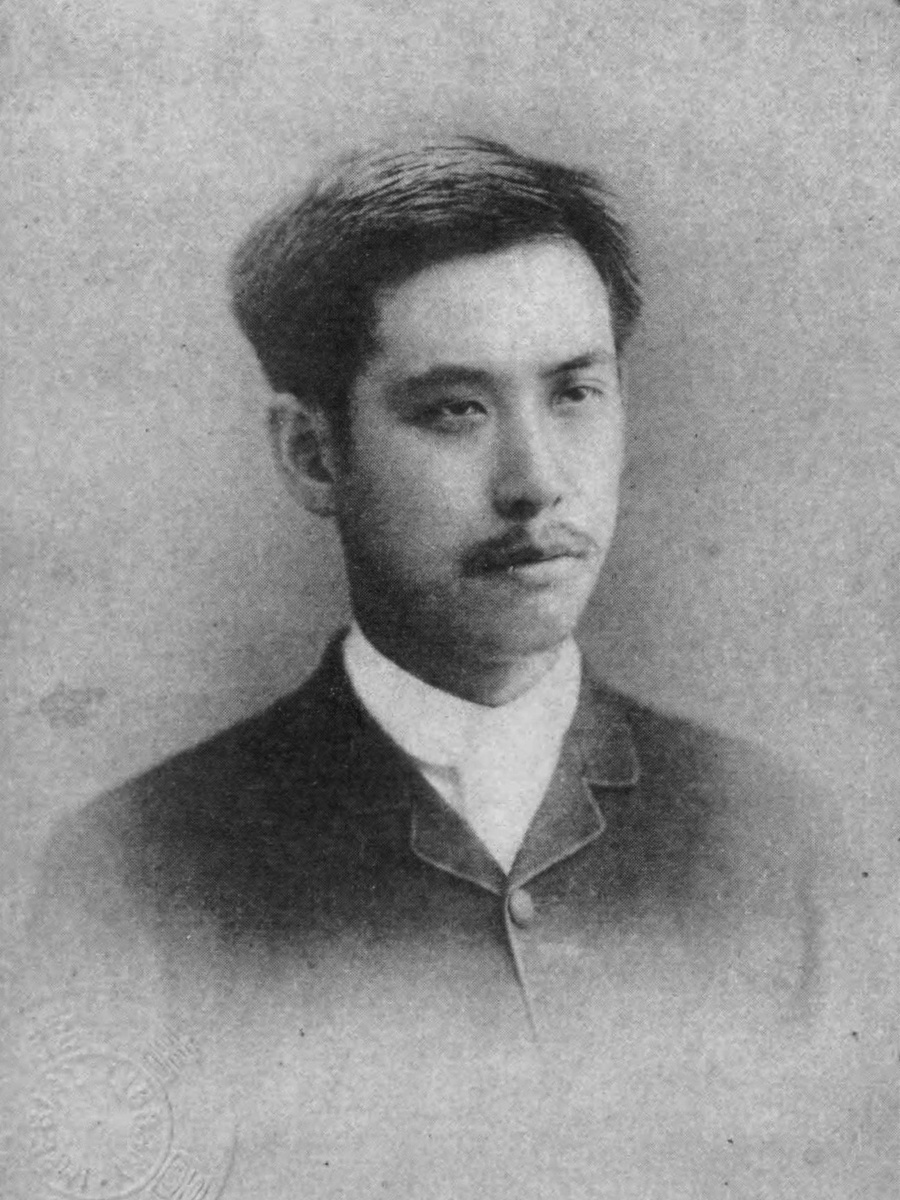
高田早苗

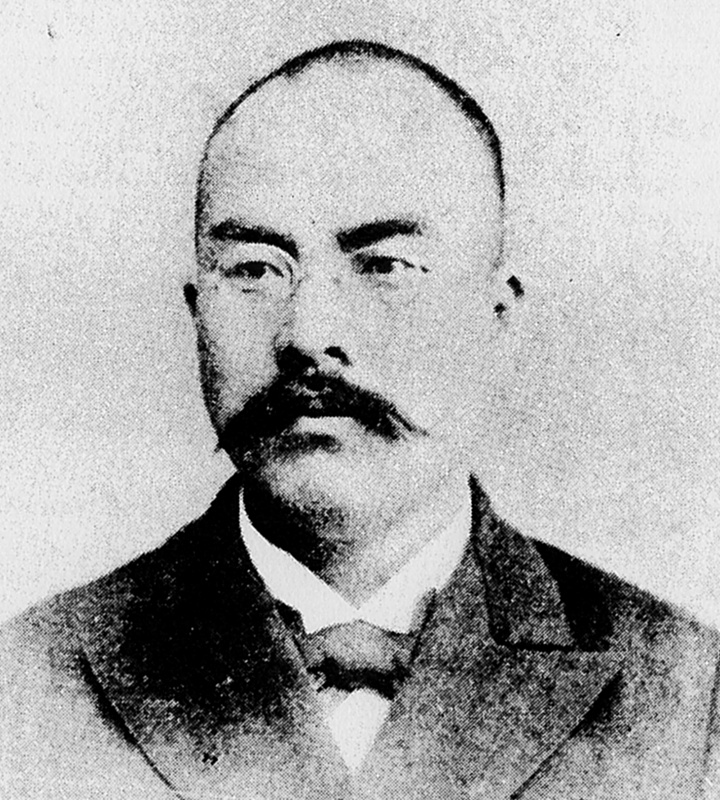
天野為之

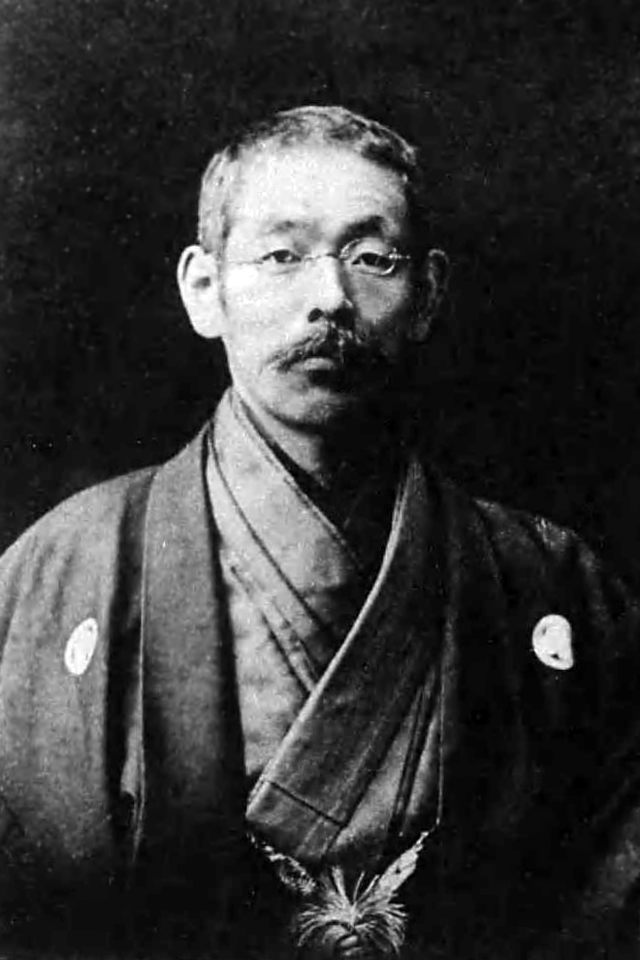
坪内逍遥

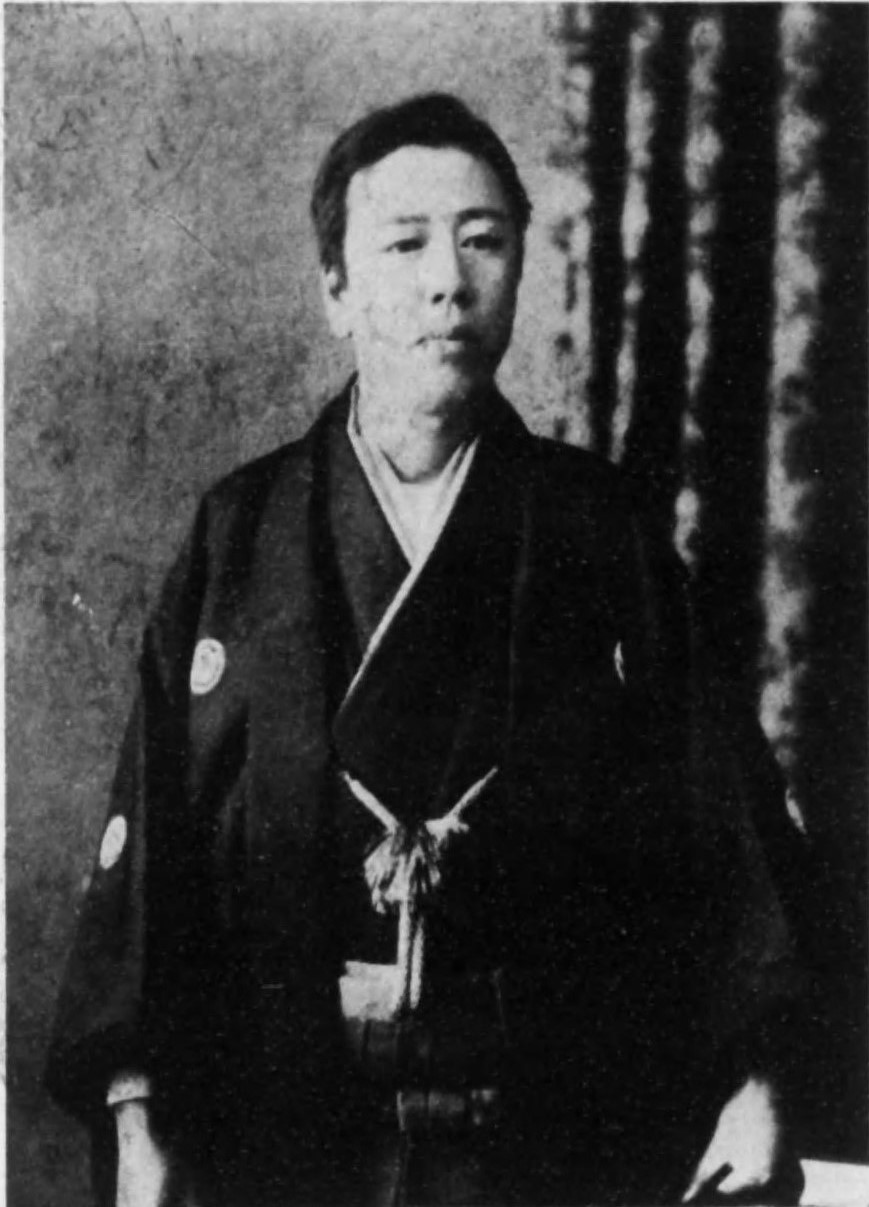
市島謙吉

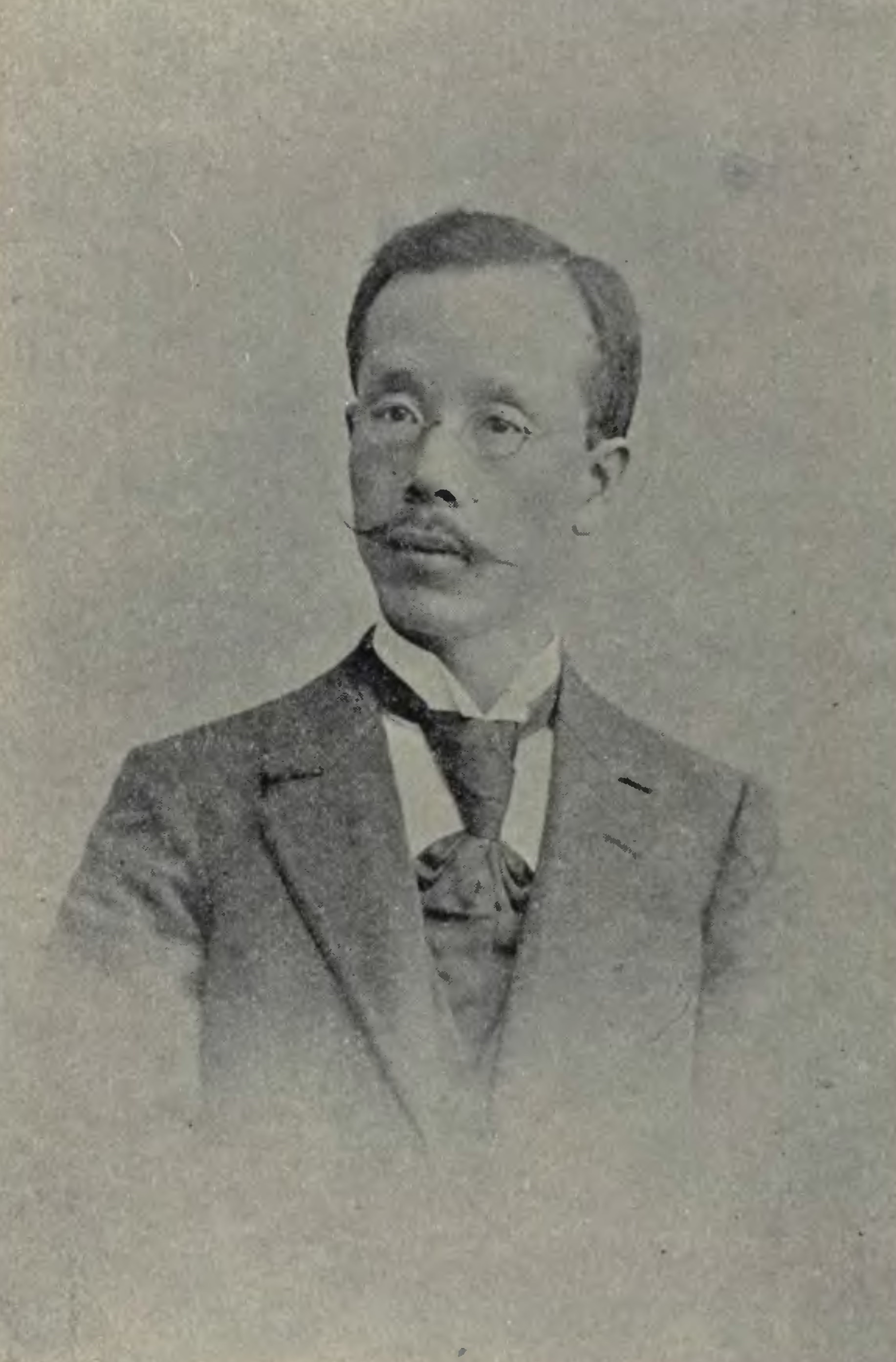
大西祝

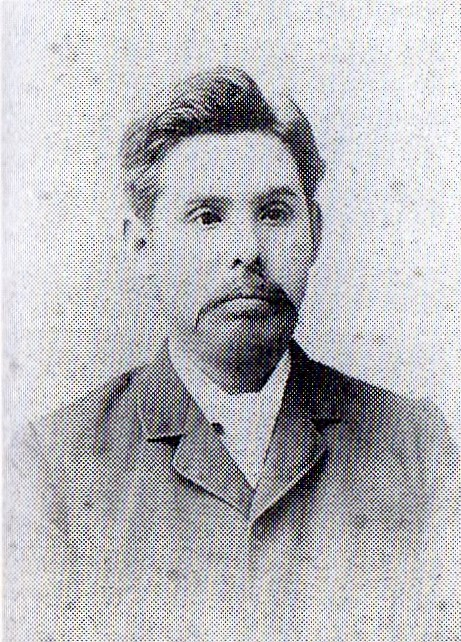
浮田和民

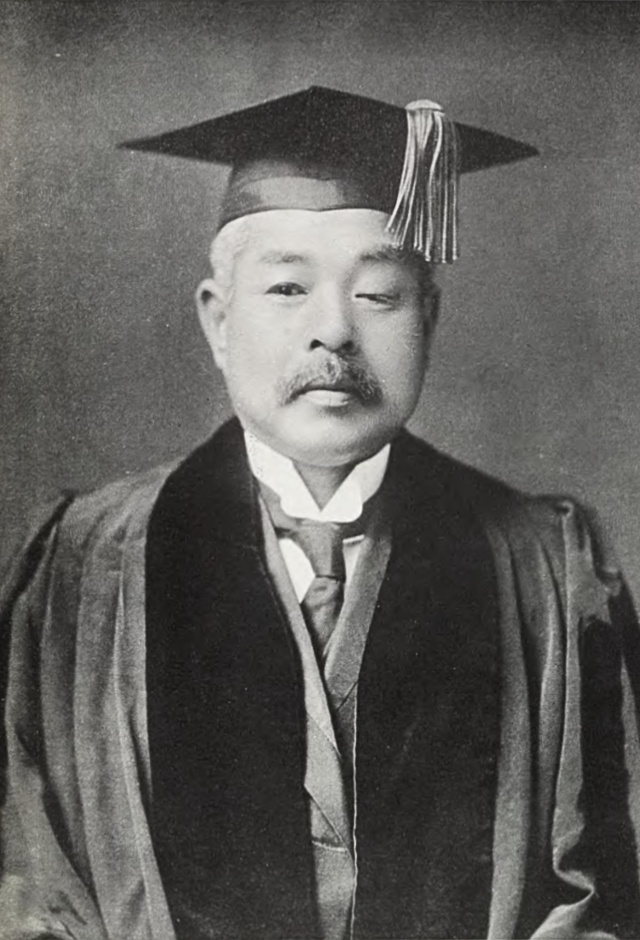
安部磯雄

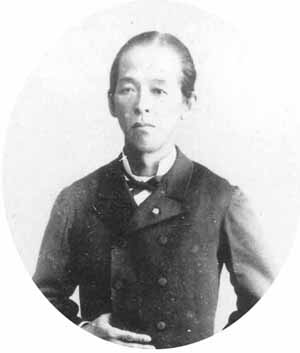
久米邦武

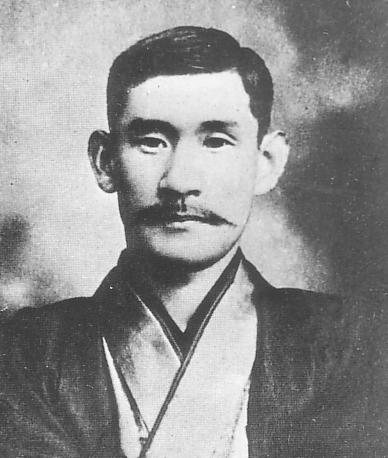
島村抱月

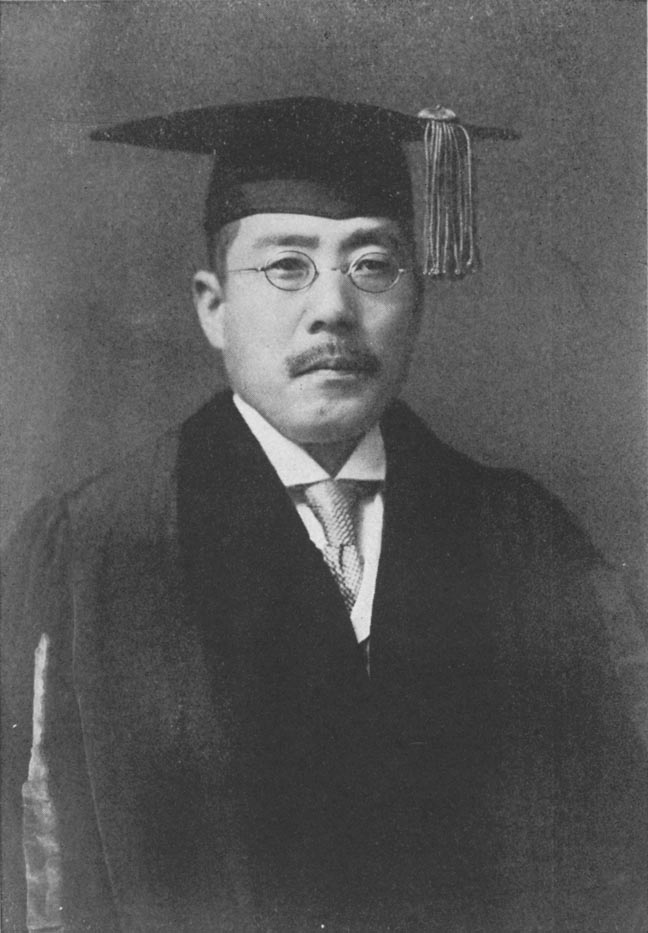
中島半次郎

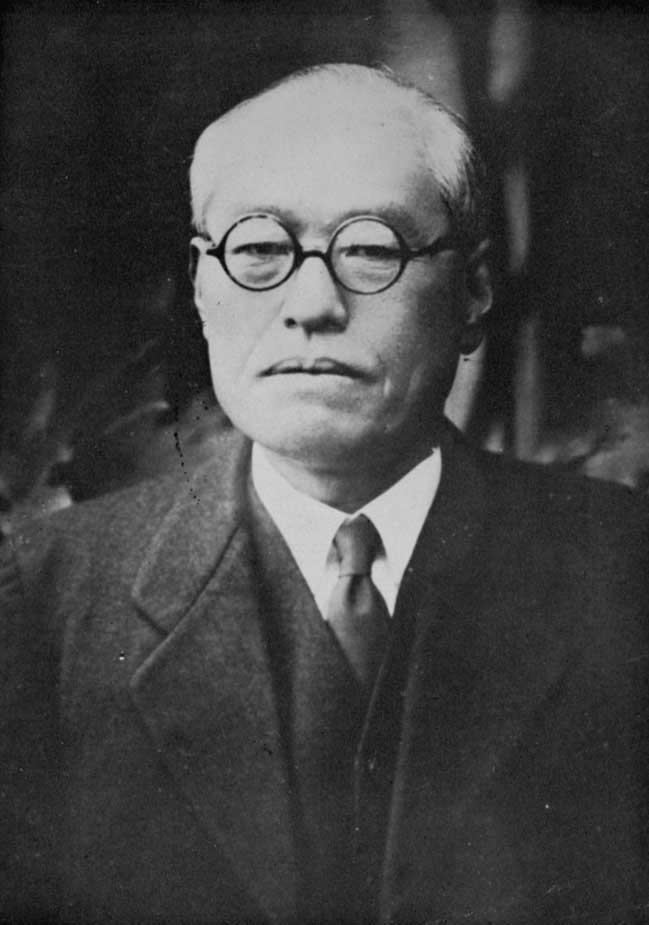
波多野精一

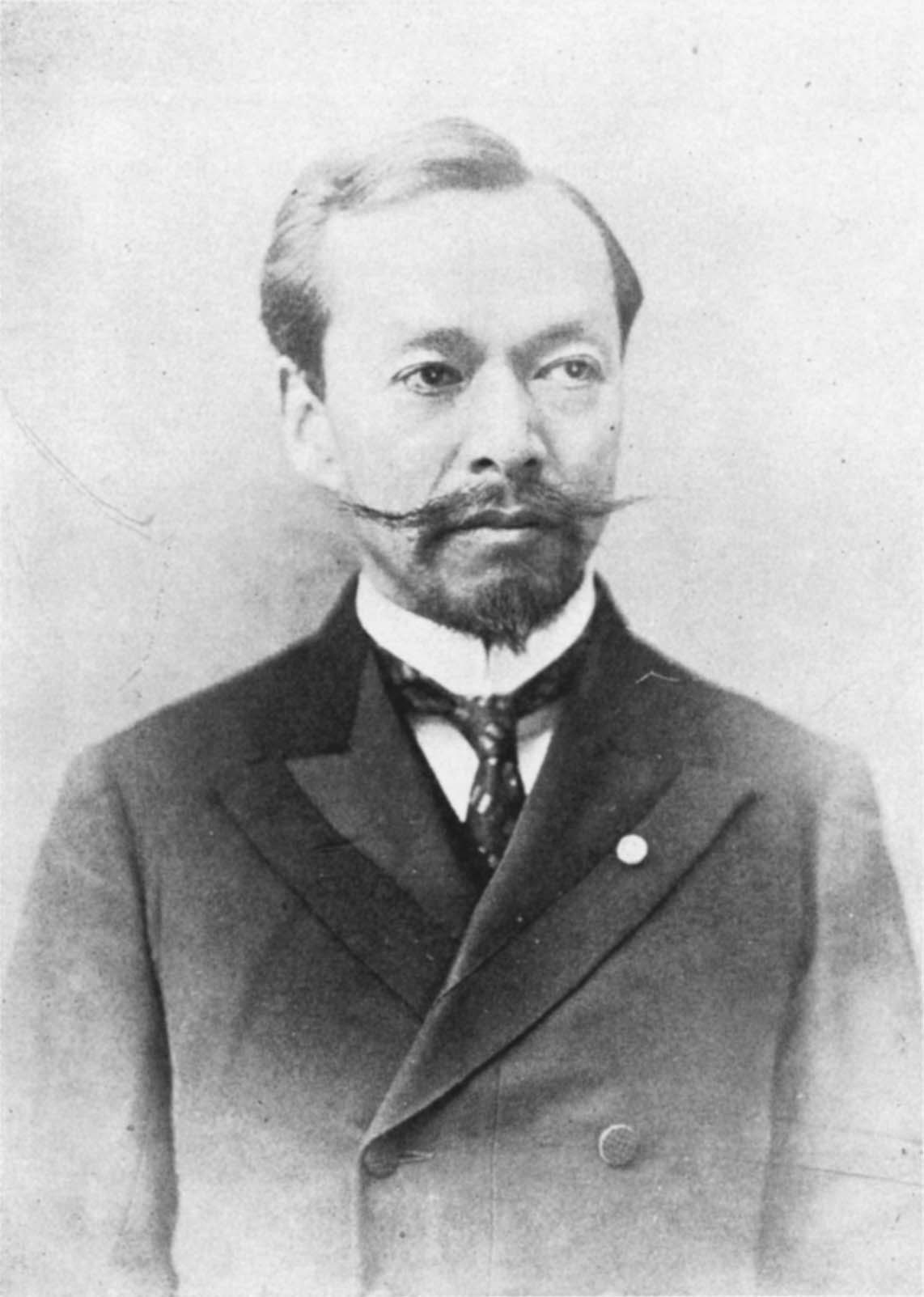
阪田貞一

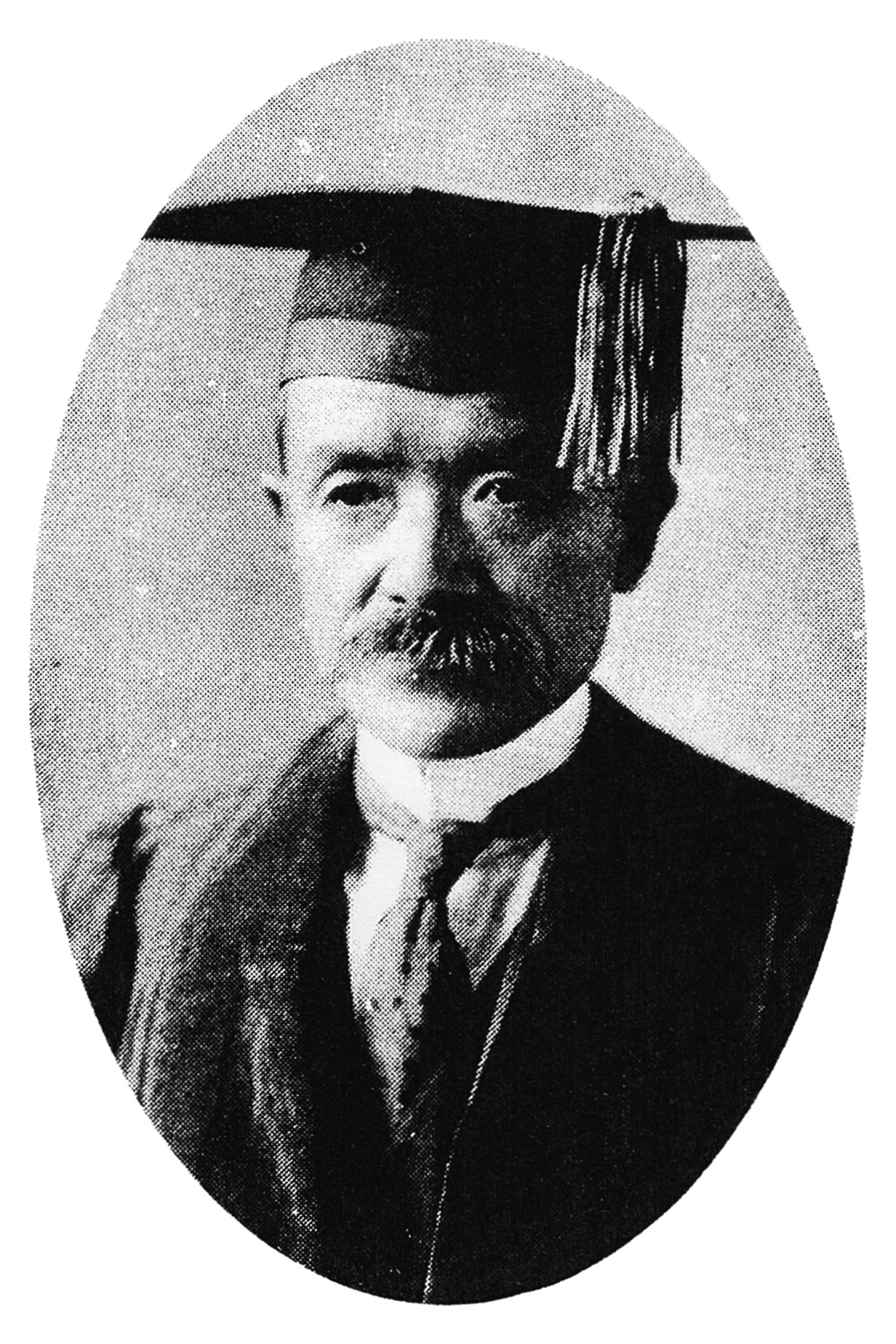
塩澤昌貞

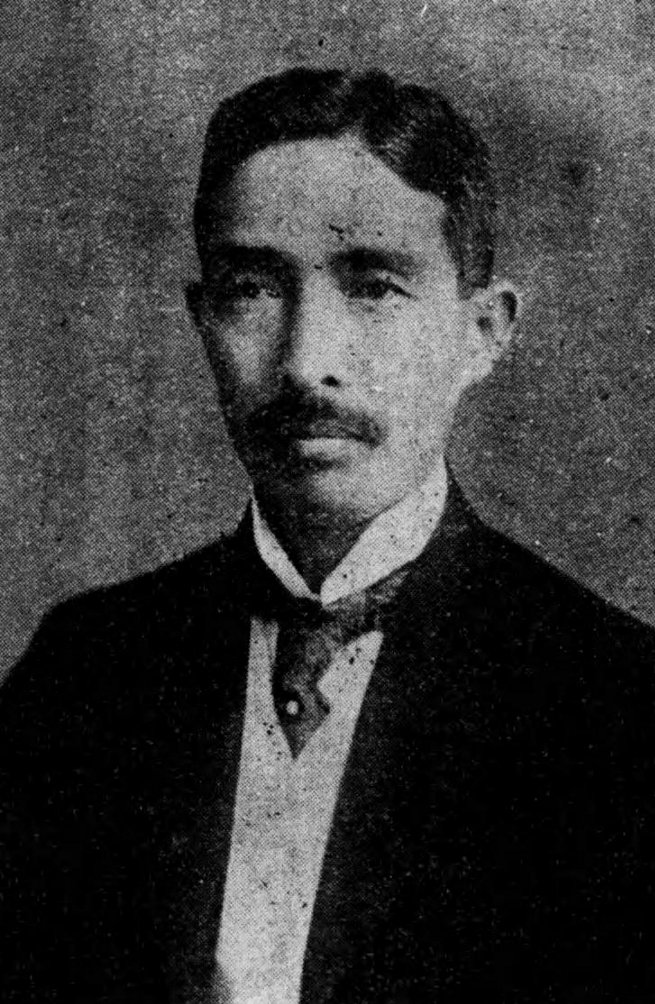
田中穂積

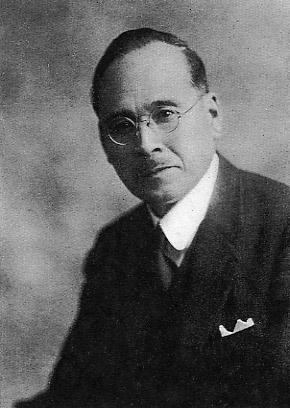
佐藤功一

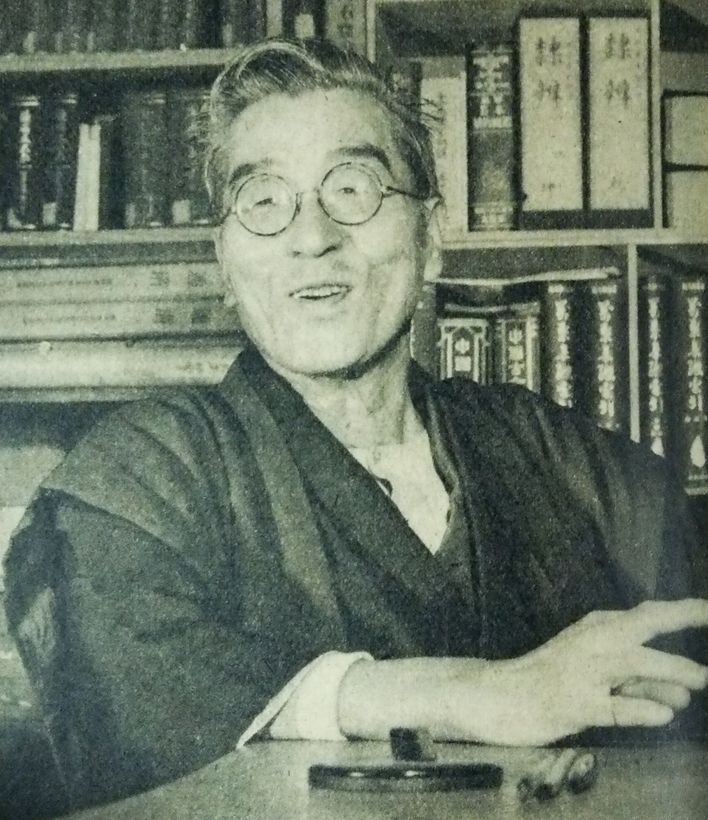
会津八一

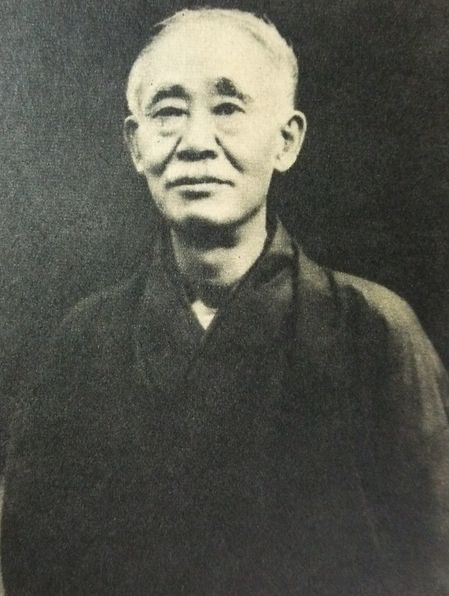
相馬御風

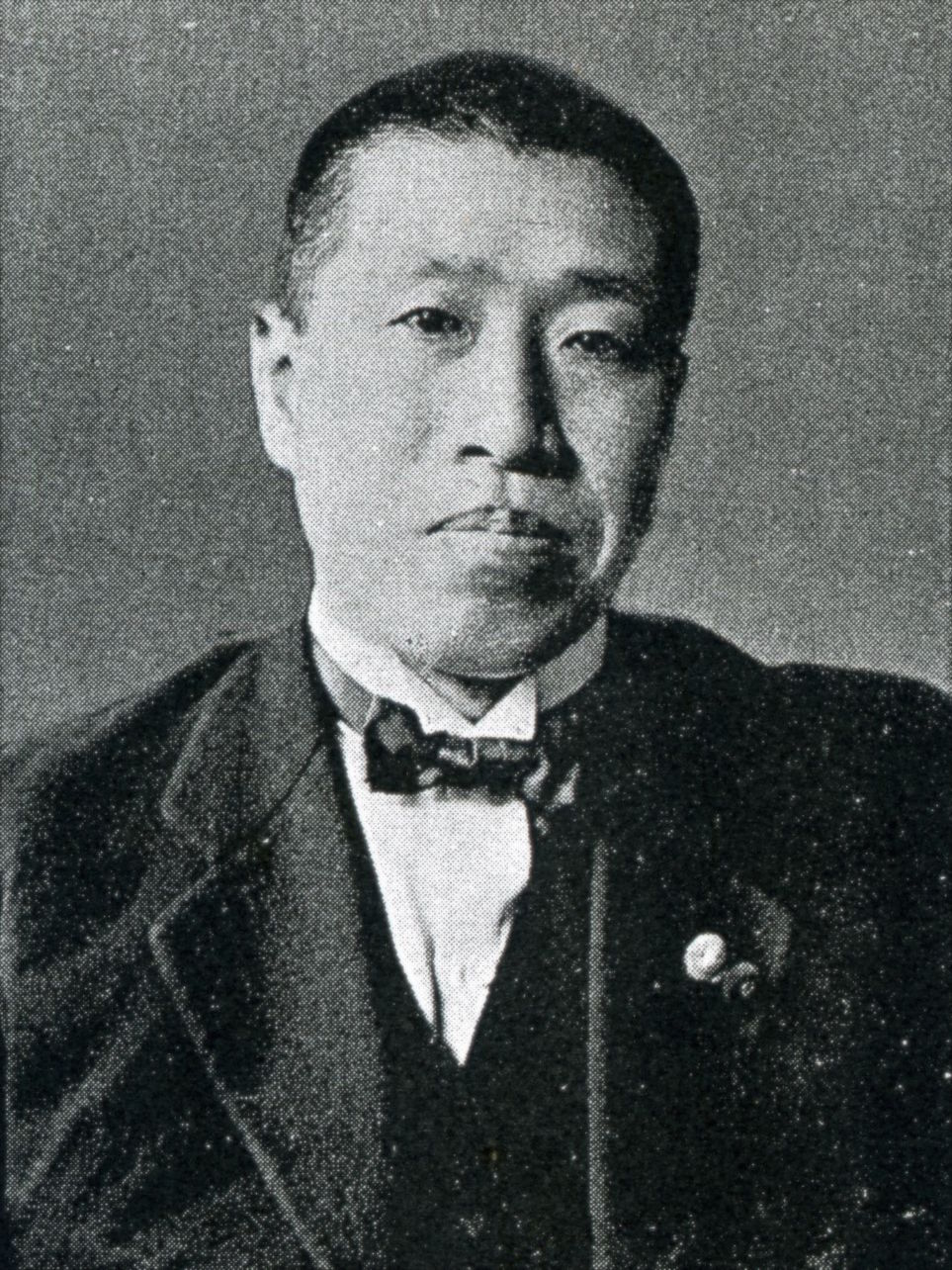
永井柳太郎

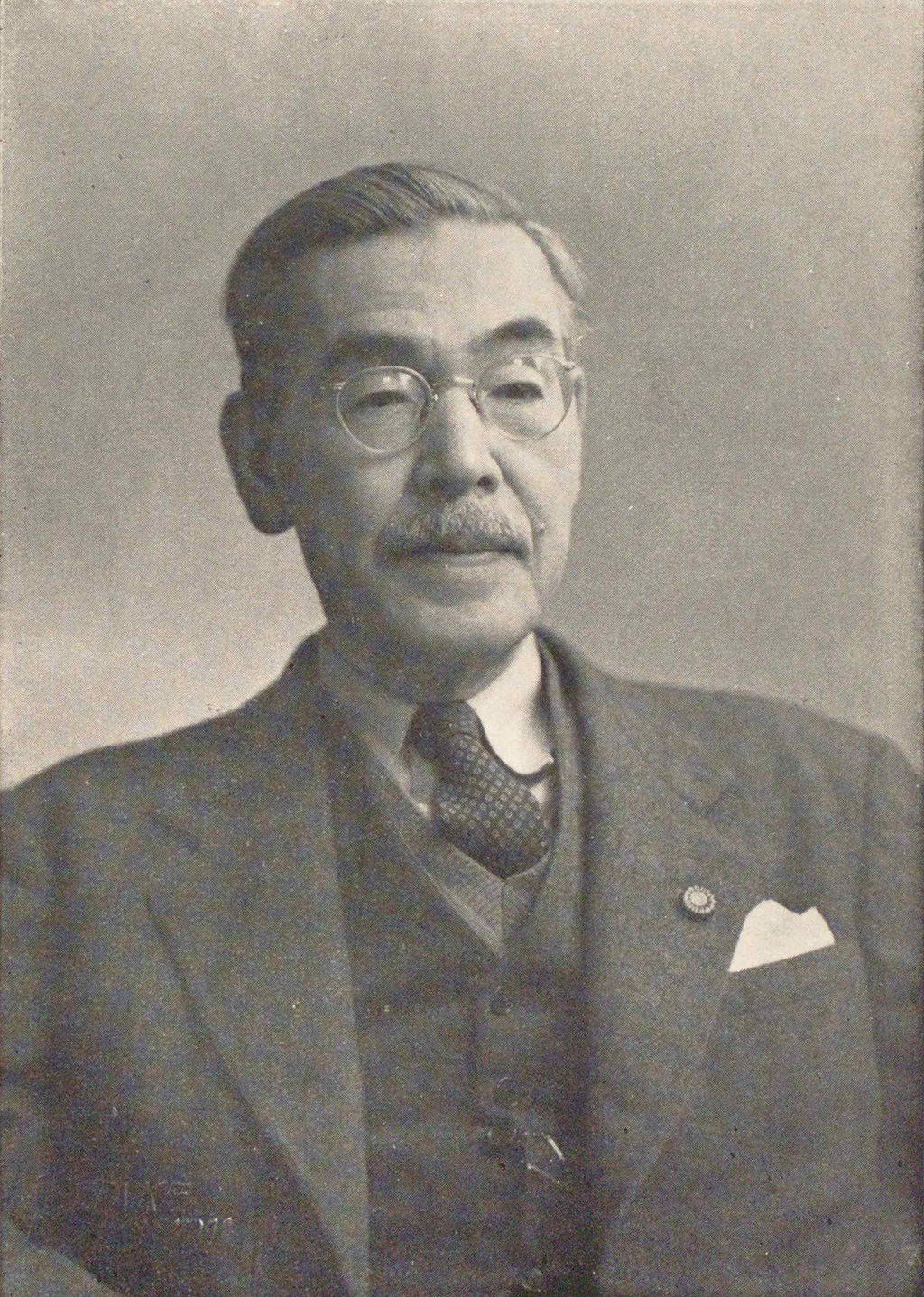
大山郁夫

- 小野梓（鷗渡会を結成、開校時の講師、東京専門学校の第二祖〈東大卒〉）
- 高田早苗（開校時の講師、国家論、国文学史〈東大卒〉）
- 天野為之（開校時の講師、経済原論、経済史、銀行論、為替論、経済研究法、貨幣論、文学士〈東大卒〉）
- 砂川雄峻（開校時の講師、弁護士、衆議院議員、関西大学主席理事〈東大卒〉）
- 岡山兼吉（開校時の講師、弁護士、衆議院議員〈東大卒〉）
- 山田一郎（開校時の講師、ジャーナリスト〈東大卒〉）
- 山田喜之助（開校時の講師、大審院判事、衆議院議員〈東大卒〉）
- 田原栄（開校時の講師、物理学者（東大中退））
- 田中舘愛橘（開校時の講師、物理学者〈東大卒〉）
- 石川千代松（開校時の講師、動物学者〈東大卒〉）
- 矢野文雄（開校時の講師、創立委員〈慶応卒〉）
- 尾崎行雄（慶応中退）
- 市島謙吉（ジャーナリスト、衆議院議員〈東大中退〉）
- 坪内逍遥（上古史、中古史、文学士〈東大卒〉）
- 饗庭篁村（日本人で初めてエドガー・アラン・ポーの作品を翻訳）
- 秋山雅之介（国際法学者、朝鮮総督府司法部長官、法政大学学長）
- 朝倉外茂鉄（羅馬法、海啇、擬律擬犯 法学士〈石川県専門学校、東大卒〉）
- 安部磯雄（社会主義者、野球部創設者〈同志社卒・ベルリン大学卒〉）
- 天野喜之助（交通行政法 法学士〈東大卒〉）
- 有賀長雄（国法論、行政学 文学士〈東大卒・ベルリン大〉）
- 有賀長文（考証経済学 法学士〈東大卒〉）
- 家永豊吉（熊本バンド、同志社出身）
- 石井菊次郎（売買、信用 法学士〈東大卒〉）
- 石塚英蔵（英国憲法 法学士〈東大首席〉）
- 磯部四郎（財産篇、刑法、治罪法 法学博士〈東大卒〉）
- 板屋確太郎（組合法 米国法律学士）
- 一木喜徳郎（公法学者、文部大臣、内務大臣、枢密院議長）
- 伊藤悌治（証拠篇、時効、裁判所構成法 法学士〈東大卒〉）
- 井上辰九郎
- 井上密（京都法政学校教頭、京都市長）
- 井上操（司法省法学校卒、関西法律学校創立者の一人）
- 浮田和民（熊本バンド、思想家、高等師範部部長〈同志社英学校卒〉）
- 内海弘蔵（国文学者、明治大学野球部長）
- 梅謙次郎（東京帝国大学法科大学長、法政大学総理）
- 大西祝（哲学者、京都帝大創設〈同志社卒・東大卒〉）
- 岡倉覚三（科外講師、東京美術学校初代校長〈東大卒〉）
- 岡田朝太郎（刑法学者）
- 岡野敬次郎（司法大臣、文部大臣、枢密院副議長、中央大学学長）
- 岡松参太郎（民法学者、京都帝国大学法科大学教授）
- 奥田義人（英国私犯法、債権担保 法学士〈東大卒〉、中央大学学長）
- 織田一（日本憲法 法学士）
- 織田萬（常設国際司法裁判所判事、関西大学学長）
- 落合直文（古今集、文学作歌〈東大卒〉）
- 片山潜（労働運動家、社会主義者）
- 金子馬治（哲学者〈東専卒・ベルリン大学・ハイデルベルク大学〉）
- 金子堅太郎（科外講師、日本法律学校初代校長〈ハーバード大学卒〉）
- 嘉納治五郎（教育家、柔道家〈東大卒〉）
- 川田鉄也（高千穂大学創立者）
- 河津暹（東京帝国大学法科大学卒、経済学者）
- 神戸正雄（経済学者、京都市長、関西大学学長）
- 岸本能武太（宗教学者）
- 喜田貞吉（歴史学者）
- 紀淑雄（美術学者）
- 久米邦武（歴史学者）
- 呉文聡（統計原論 講師〈慶応卒〉）
- 蔵原惟郭（熊本バンド、衆議院議員）
- 桑木厳翼（哲学者）
- 古賀廉造（刑法学者、貴族院議員）
- 斎藤十一郎（大阪控訴院長、関西大学学長）
- 薩埵正邦（刑法 京都大学法学部の源流・設立当初から尽力、法政大学〈東京法学社〉設立者）
- 沢田俊三（訴訟演習 米国法律学士〈エール大学、慶応講師〉）
- 澤柳政太郎（貿易論、心理学 文学士〈東大卒、東北帝大初代総長、京大総長、九大創設者〉）
- 志賀重昂（地理学者）
- 志田鉀太郎（商法学者、明治大学総長）
- 柴田家門（物権 法学士〈東大卒〉）
- 島村抱月（演劇家、小説家、詩人〈東専卒・オックスフォード大学・ベルリン大学〉）
- 鈴木喜三郎（司法大臣、内務大臣、立憲政友会総裁）
- 関直彦（東京日日新聞社長、衆議院議員、貴族院議員）
- 関根正直（和文学史、和文文法〈東大卒〉）
- 添田寿一（応用経済学 文学士〈東大卒・ハイデルベルク大学・日本法律学校設立〉）
- 立花銑三郎（社会学、教育学）
- 田中王堂（哲学者）
- 坪井正五郎（人類学者）
- 床次竹二郎（内務大臣、政友本党総裁）
- 富井政章（帝国大学法科大学長、京都法政学校初代校長）
- 戸水寛人（ローマ法、民法学）
- 中島半次郎（高等師範部長、高等学院長）
- 中橋徳五郎（財産取得、破産、英国証拠法〈石川県立専門学校、東大卒〉）
- 中村進午（国際法学者）
- 夏目漱石（文学者、第五高等学校教授〈東大卒〉）
- 仁井田益太郎（民法学者）
- 仁保亀松（法理学者、関西大学学長）
- 畠山健（徒然草〈伊勢神宮教院,皇典講究所〉）
- 波多野精一（哲学）
- 鳩山和夫（国際公法 法学博士〈東大卒〉）
- 馬場愿治（大審院部長、中央大学学長）
- 原嘉道（司法大臣、枢密院議長、中央大学学長）
- 平沼騏一郎（科外講師、東大卒）
- 藤井健治郎（倫理学者）
- 福澤諭吉（科外講師、題目不明、慶応義塾創設者）
- 堀田正忠（東京法学社と関西法律学校の創立者の一人）
- 穂積陳重（法理学 法律博士〈東大・ベルリン大学・英吉利英学校創設者〉）
- 松崎蔵之助（財政論 法学士〈東大卒、日銀設立委員〉）
- 松平康国（漢学者）
- 松室致（司法大臣、貴族院議員、枢密顧問官、法政大学学長）
- 三島中洲（論語講義〈東大卒・二松学舎創設〉）
- 美濃部達吉（行政法〈東大卒〉）
- 三宅雪嶺（論理学 文学士〈東大卒・文化勲章〉）
- 村井知至（同志社英学校卒、英語）
- 村上専精（仏教史学者）
- 森鷗外（科外講師 明治23年9月～）
- 森槐南（南杜詩偶評講義（東大教授）
- 柳田國男（農業経済学）
- 横田秀雄（大審院長、明治大学総長）
- アーネスト・フェノロサ（科外講師、東西文明の比較）
- ジョン・ヘンリー・ウィグモア（慶應義塾大学部法律科主任）
- ジェームズ・ガーディナー（建築家、立教大学校校長）
- アーサー・ロイド（宣教師、立教学院総理）
- アレッサンドロ・パテルノストロ（各国憲法、伊国法律大博士〈ローマ大学卒〉）

### 1902年9月以降の講師
- 会津八一（歌人、美術史家、書家）
- 浅川栄次郎（商業政策）
- 朝河貫一（歴史学者、エール大学日本人初代教授〈東専卒〉）
- 植村正久（キリスト教思想家、神学者）
- 内ヶ崎作三郎（英語）
- 海老名弾正（熊本バンド、本郷教会牧師、同志社総長）
- 大隈信常（大隈重信の養嗣子）
- 大塚保治（帝国大学の美学講座を開いた初の日本人教授〈東大卒〉）
- 大山郁夫（政治哲学）
- 小山東助（倫理学、新聞学）
- 北昤吉（帝国美術学校創立者、北一輝の弟）
- 北沢新次郎（経済学者、東京経済大学学長）
- 煙山専太郎（西洋史学者、政治学者）
- 河野安通志（簿記、初期の早慶戦で活躍）
- 小崎弘道（熊本バンド、霊南坂教会牧師、同志社第2代社長）
- 小林丑三郎（経済学者）
- 今和次郎（考現学者）
- 阪田貞一（初代理工科長）
- 佐藤功一（大隈講堂を設計）
- 塩澤昌貞（経済学者、法学博士）
- 重野安繹（歴史学者）
- 関一（東京高等商業学校教授、大阪市長）
- 高楠順次郎（仏教学者、東京外国語学校校長、東洋大学学長）
- 相馬御風（近代文芸研究、早稲田大学校歌の作詞者）
- 田尻稲次郎（経済学、財政学、専修大学創設者[41]）
- 田中穂積（財政学）
- 津田左右吉（東洋史、東洋哲学）
- 坪井九馬三（歴史学者）
- 寺尾元彦（法学博士）
- 徳富蘇峰（熊本バンド、早稲田学会演説者・早稲田学報評論者）
- 富谷鉎太郎（大審院長、明治大学学長）
- 内藤多仲（東京タワーを設計）
- 那珂通世（歴史学者）
- 永井柳太郎（植民学）
- 中島力造（倫理学者、同志社英学校最初の入学者）
- 新渡戸稲造（教育者、思想家、のちの早稲田大学で連続講演を行った〈札幌農学校卒〉）
- 服部文四郎（専修大学学監、明治学院大学初代経済学部長）
- 服部嘉香（英語、商業文）
- 鳩山一郎（文部大臣、東大卒）
- 原口竹次郎（宗教学）
- 平沼淑郎（経済学者、法学博士）
- 藤田豊八（東大卒）
- 前田慧雲（仏教学者、東洋大学学長、龍谷大学学長）
- 宮島綱男（保険学、関西大学理事長）
- 村岡典嗣（日本思想史）
- 山本忠興（電気工学者、早大式テレビを開発）
- 遊佐慶夫（民法）
- 吉田賢龍（広島文理科大学初代学長）
- 吉野作造（政治学者〈東大卒〉）
- ラフカディオ・ハーン（英文学者〈東大卒〉）

## 校地の変遷と継承

### 早稲田という土地
開校に先立ち、東京府下早稲田（当時は南豊島郡下戸塚村内、現新宿区）に所在していた大隈の別荘に隣接して校舎が建設された。早稲田の校地は、大隈重信が1882年（明治15年）3月に相良剛造（大隈の甥）と山本治郎兵衛の両人から買い取った土地の一部を借用する形で始まった。

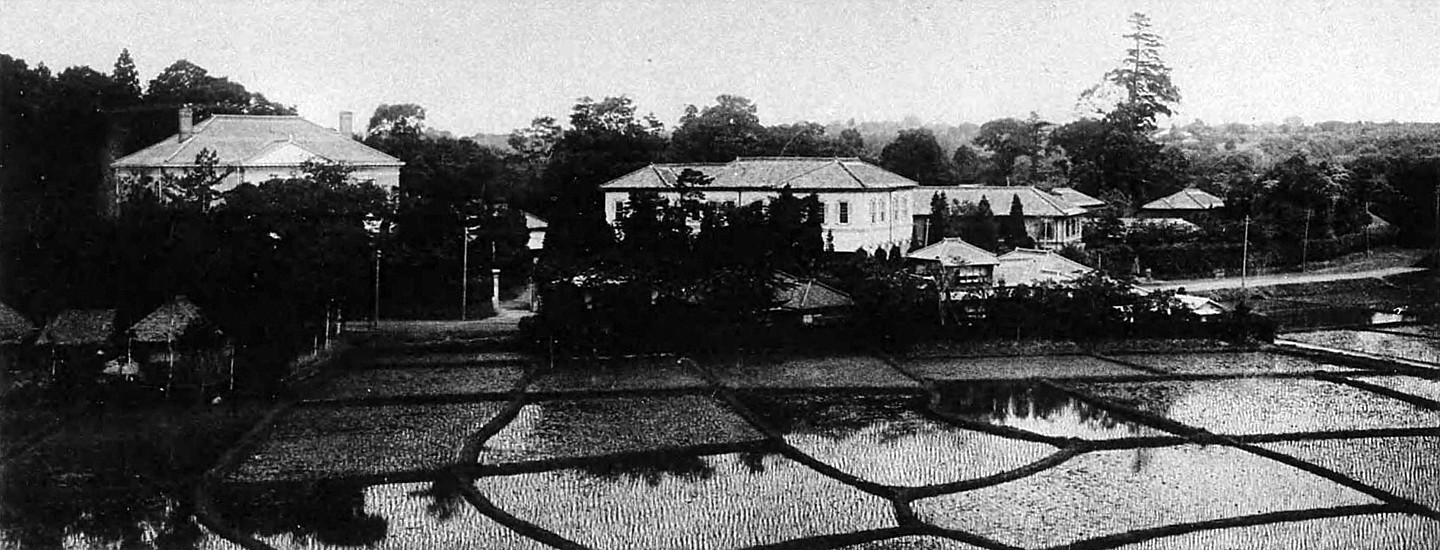
1890年頃の東京専門学校

「早稲田大学」と改称した後も周辺の田園風景はしばらく残存していたようで、石橋湛山（明治36年入学）も当時の情景を次のように回想している。

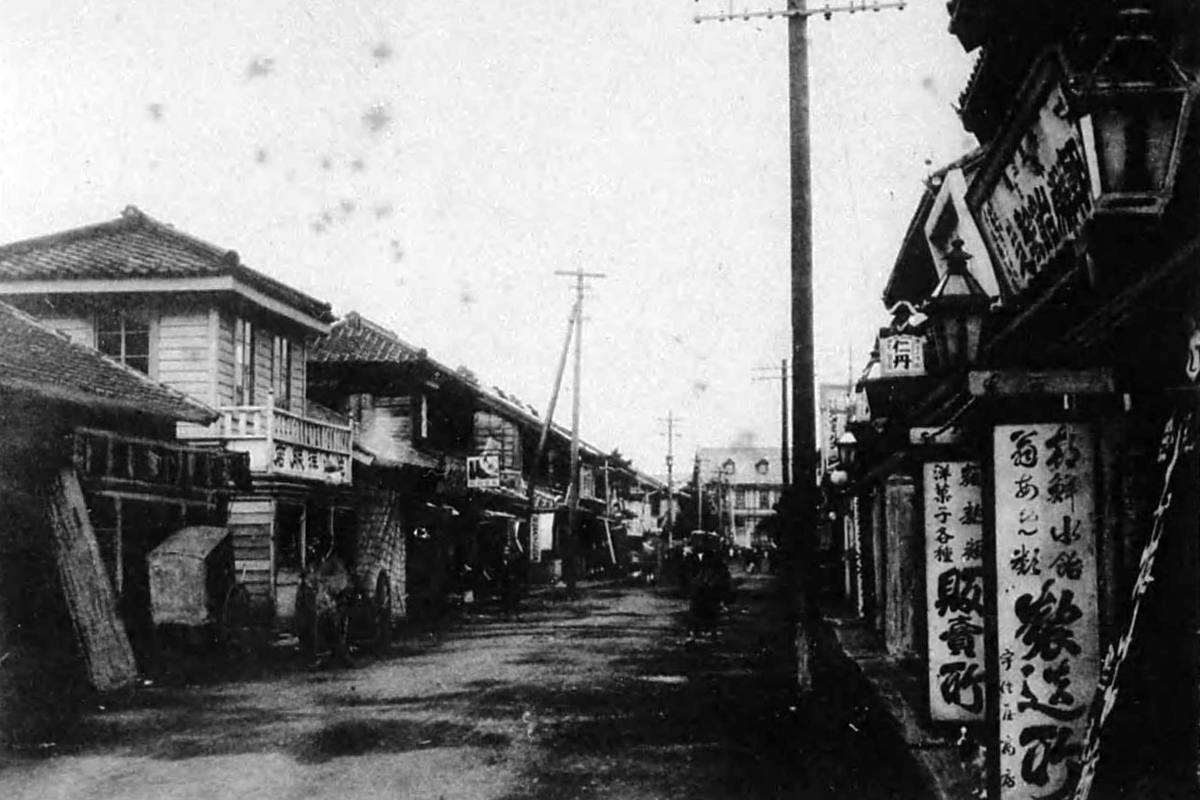
早稲田新市街（明治末期）
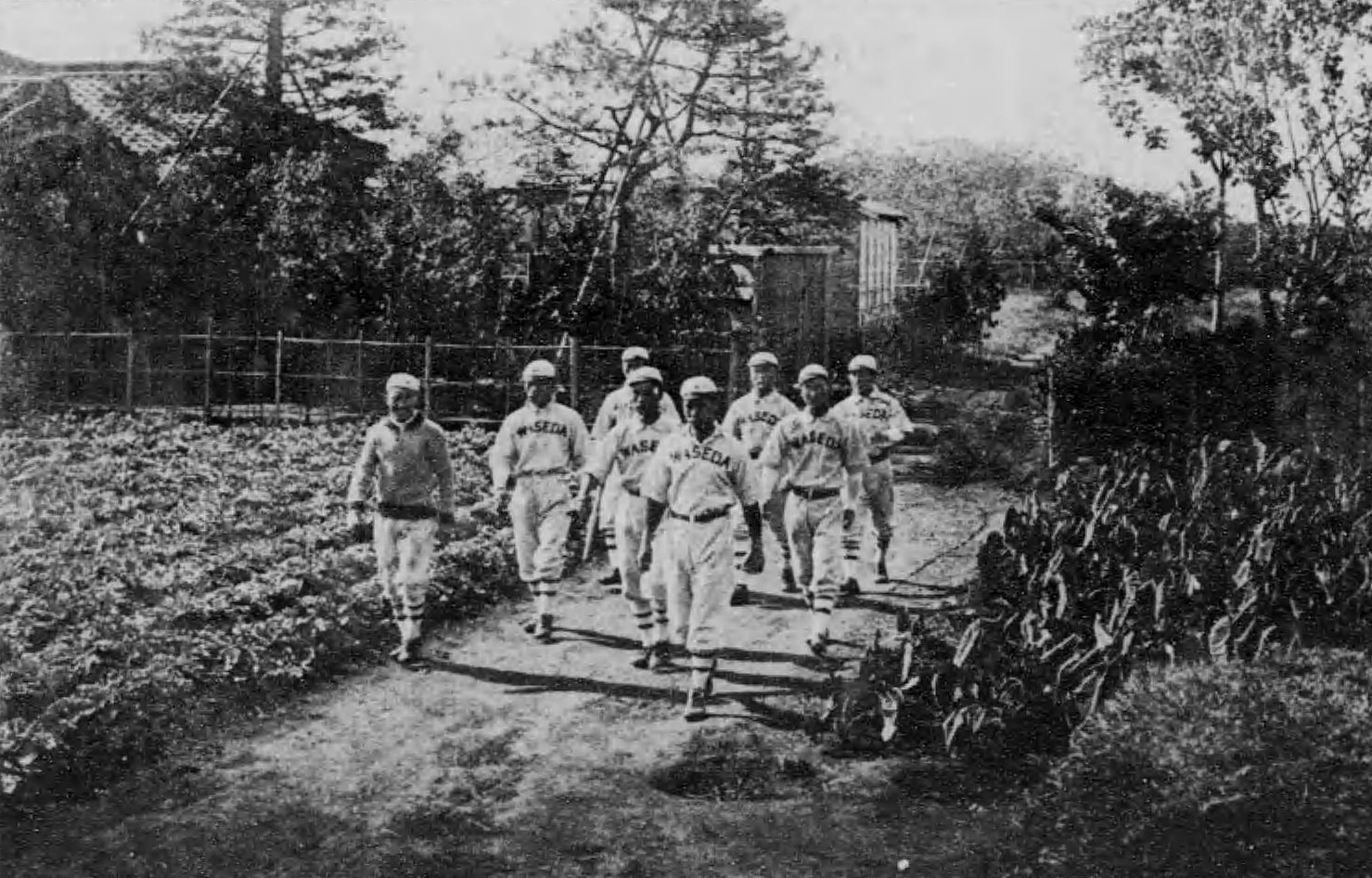
諏訪森の合宿所を後にする早大野球部員（明治43年10月）

なお、江戸時代には現在の早稲田キャンパスの大部分が天台宗宝泉寺の寺領であったと伝えられている。また9号館のあたりには、1963年（昭和38年）まで移転前の水稲荷神社（高田稲荷）が所在していた。

### 校地の拡張

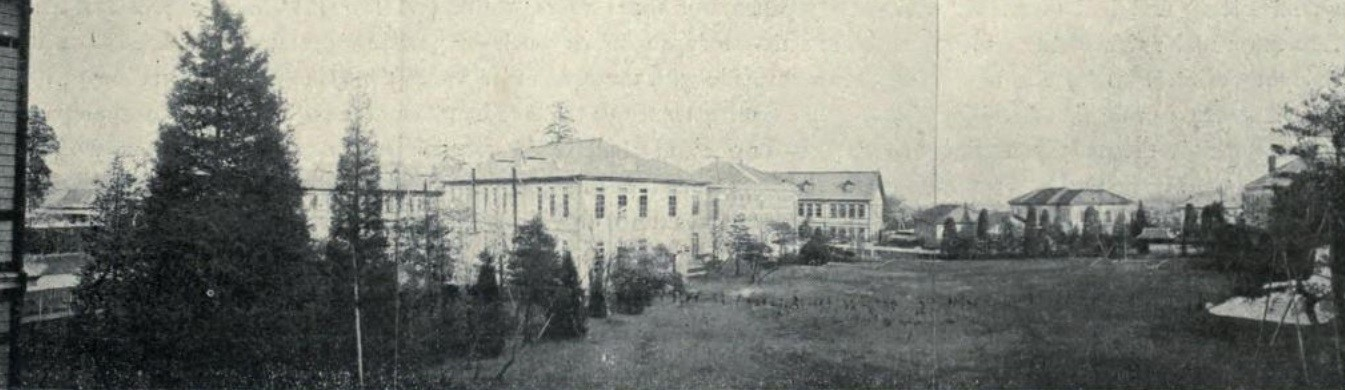
1910年の早稲田大学（中央校庭から北側を見た光景）

東京専門学校開校時の敷地は約1,500坪で、現在の早稲田キャンパス正門の南半分と2号館の大部分が収まる程度に過ぎなかった。
その後、（専門学校令準拠の）早稲田大学への移行を目指して校地の拡張が行われ（第一期拡張）、1902年（明治35年）には戸塚グラウンドが開設された。
さらに明治末～大正初頭の第二期拡張により、現在の東門から西門に至るラインまで広がった。1916年（大正5年）頃には飛地となっていた戸塚グラウンドと大学キャンパスの間の敷地を買収し、現在の早稲田キャンパスの主要な輪郭がほぼ完成した。

## アクセス
- 国有鉄道山手線 高田馬場駅（1910年開業）
- 東京市電江戸川線 早稲田停留場（1918年開業）